# 自衛隊の旗
自衛隊の旗（じえいたいのはた）とは、日本の自衛隊において使用されている旗のことである。政令等により、指揮官旗や部隊旗が定められ、使用法が規定されている。
幕僚長旗や指揮官旗の場合、桜星が概ね相当階級を示しており、桜星4つが幕僚長たる将を、桜星3つが将を、桜星2つが将補クラスを、そして海上自衛隊では、桜星1つが代将たる1等海佐を、それぞれ表している。

## 旗の取扱い

### 内閣総理大臣旗等の位置
内閣総理大臣旗等を使用する場合の位置は、内閣総理大臣等が、停止している間は、内閣総理大臣等の側方又は後方の適宜の場所とし、行進している間においては、先導者のあるときは、内閣総理大臣等の前方で、かつ先導者の直後とし、先導者のないときは、内閣総理大臣等の後方の適宜の場所とするのを例とする。

### 弔旗
旗を使用する場合（半旗とする場合を除く。）において、葬送式を行なうときその他旗を備え付ける部局又は機関の長（内部部局にあつては官房長）が弔意を表わす必要があると認めるときには（弔旗）、旗のかん頭を黒布でおおい、その下に幅10センチメートルで旗の横の長さに等しい長さの2条の黒布を結び付けるものとする。

### 旗の敬礼の方法

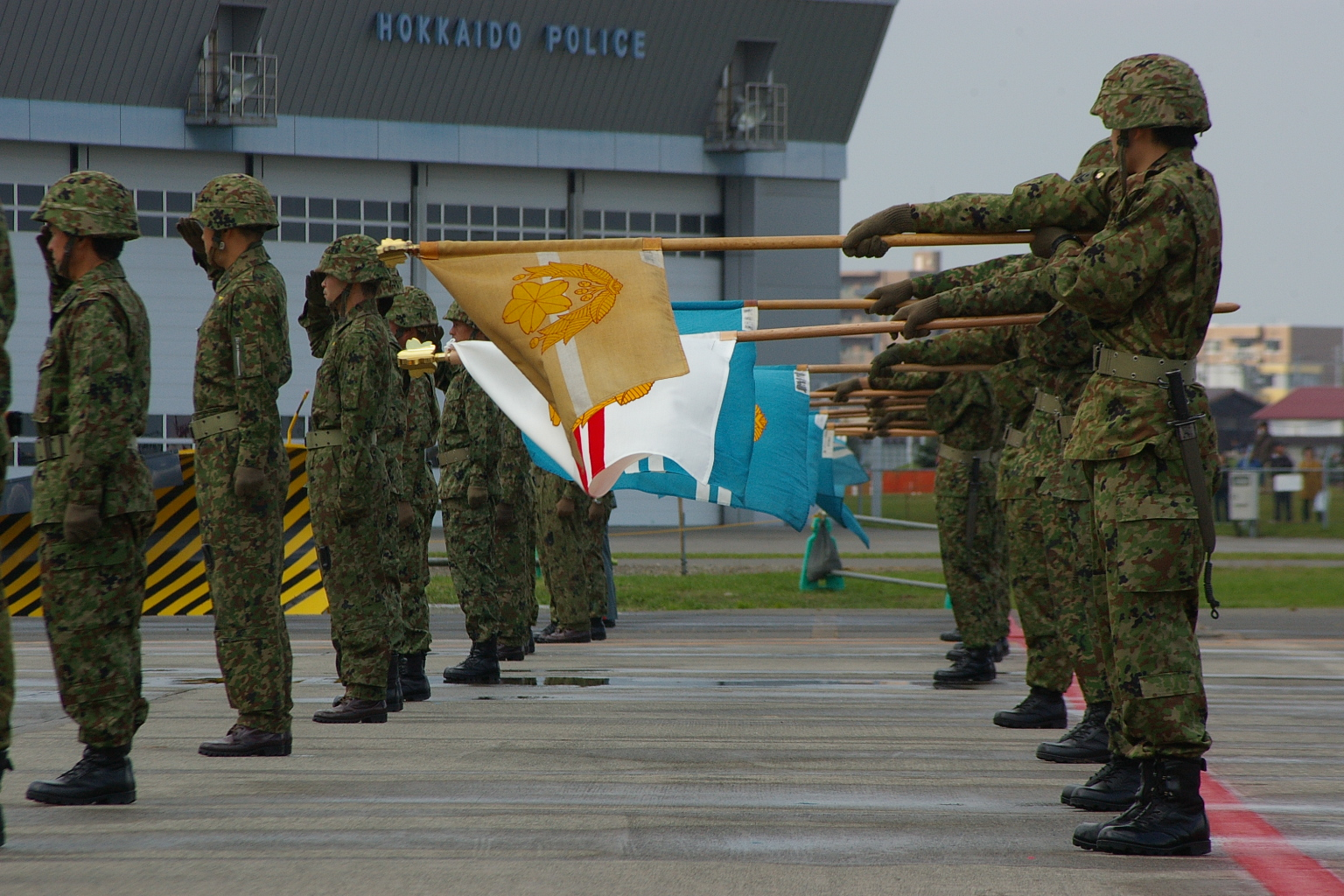
旗の敬礼。

旗の敬礼は、隊が姿勢を正す敬礼を行なう場合は、姿勢を正してそのまま捧持し、その他の敬礼を行なう場合は、右手で旗ざおを垂直に上げ同時に左手で右わきのところで旗ざおを握り、次に旗ざおを水平に前方に倒して行なう。ただし、捧持用バンドを使用して捧持している旗は、右手をのばし旗ざおを水平に前方に倒して行なう。
この他に艦船においては、すべての船舶共通の国際儀礼として行う敬礼及び答礼をする場合がある（敬礼する対象船舶の近傍に差し掛かった際に、自船の国旗を半下し、受ける側の船舶は同じく半下することで答礼とする。護衛艦がフェリーなどに航路を譲るなどした際に行われることがあるものの、日本においては風習として廃れつつある。）。

## 共通の旗
| 国旗 | 天皇旗 | 国連旗 |
| ---- | ------ | ------ |
|      |        |        |

### 指揮官旗
| 内閣総理大臣旗                                    | 内閣総理大臣旗 |
| ------------------------------------------------- | --- |
|                                                   | 地色は紫色であり、桜花の色は金色であり、桜花のしべ及び輪かくは地色と同色の縫い取り。 艦船において使用するものは縦横比が異なる。                                            |
| 防衛大臣旗                                        | |
|                                                   | 地色をえび茶色とする以外の配色は内閣総理大臣旗と同じ。 艦船において使用するものは縦横比が異なる。                                                                          |
| 防衛副大臣旗                                      | |
|                                                   | 配色は防衛大臣旗と同じ。 艦船において使用するものは縦横比が異なる。 |
| 防衛大臣政務官旗                                  | |
|                                                   | 桜花の色を銀色とする以外の配色は防衛大臣旗と同じ。 艦船において使用するものは縦横比が異なる。                                                                              |
| 統合幕僚長旗                                      | |
|                                                   | 地色は赤紫色、桜星の色は濃黄色、統合幕僚長章の図の中心は黄色、桜花の色は白色、 旭光及び飾玉の色は金色、その他の部分の色は青色。 艦船において使用するものは縦横比が異なる。 |
| 統合作戦司令官旗                                  | |
|                                                   | 地色は赤紫色、桜星の色は金色、桜花の後部に旭光を配した図の中心の色は黄色、桜花の色は白色及び旭光の色は銀色とし、桜の図は、黒色で縁取りしたもの。                           |
| 自衛隊情報保全隊司令旗 自衛隊サイバー防衛隊司令旗 | |
|                                                   | 地色は赤紫色、桜星の色は金色、桜花の後部に旭光を配した図の中心の色は黄色、桜花の色は白色及び旭光の色は銀色とし、桜の図は、黒色で縁取りしたもの。                           |

### 隊旗および学校旗
共同の部隊等については、別途、旗が定められている。2007年（平成19年）の自衛隊法改正により、新たに「共同の部隊」が設けられたことに伴い制定された。
防衛大学校旗と防衛医科大学校旗以外の学校旗は学校長が、防衛大臣の承認を得て定める。
| 共同の部隊旗               | 共同の部隊旗 |
| -------------------------- | --- |
|                            | 地色は赤紫色、桜の図の中心の色は黄色、桜花の色は白色、旭光の色は銀色及び横線の色は赤色とし、桜の図及び横線は黒色で縁取りしたもの。 |
| 共同の部隊隷下部隊旗（甲） | |
|                            | 縦横の大きさ以外は共同の部隊旗のものと同じ。                                                                                       |
| 共同の部隊隷下部隊旗（乙） | |
| 画像をアップロード         | 縦横の大きさ以外は共同の部隊旗のものと同じ。                                                                                       |
| 防衛大学校旗               | |
|                            | 地色は、濃青とし、帽章の図、飾房及び枠の色は金色。                                                                                 |
| 防衛医科大学校旗           | |
|                            | 地色は、濃青とし、帽章の図、飾房及び枠の色は金色。                                                                                 |
| 陸上自衛隊高等工科学校旗   | |
|                            | 写真右側が陸上自衛隊高等工科学校旗                                                                                                 |

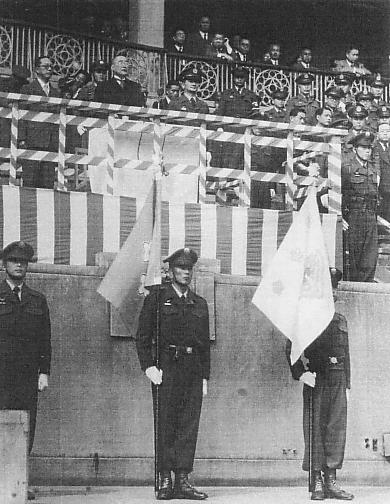
保安隊時代の内閣総理大臣旗等。
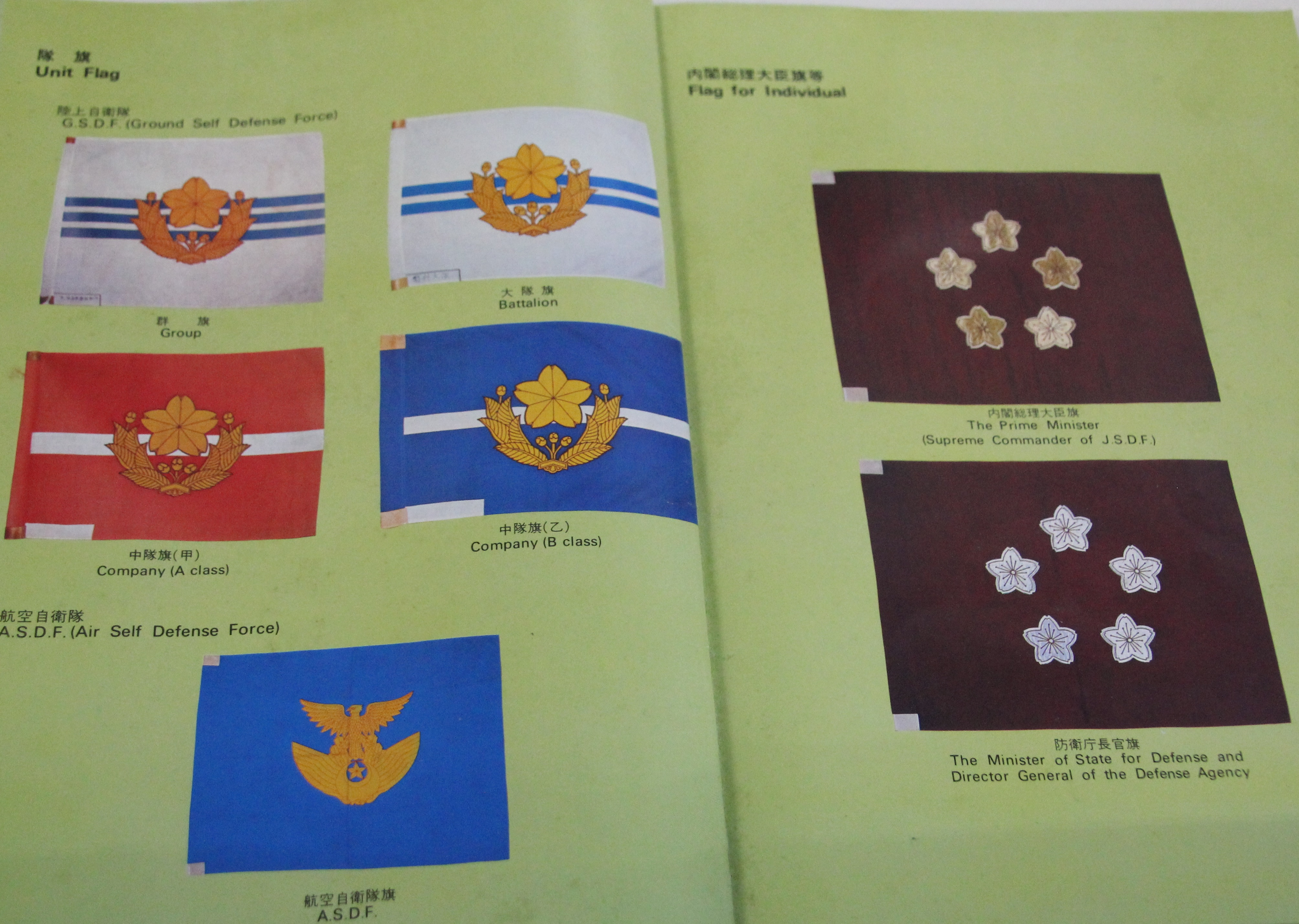
防衛共済会が発行した記章・旗を記載した部内紙に掲載の内閣総理大臣・防衛庁長官旗（右の2つ、1993年当時）。

## 陸上自衛隊の旗

### 自衛隊旗および部隊旗
連隊旗に相当する自衛隊旗は、自衛隊法施行令によってその規格が定められている。 自衛隊旗を除く陸上自衛隊の旗には、「自衛隊の旗に関する訓令」（昭和47年3月14日防衛庁訓令第3号）により、基本的に共通の意匠（桜星を中心に桜葉および桜蕾を周辺に配したもの。帽章と同一。）が定められている。地色は原則として当該職種の隊種標識色となる。空挺部隊の場合は、職種の別なく、白地に浅黄色の横線の隊旗が用いられる。また、横線の数（中隊旗は線の太さ）により部隊の規模を表している。
原則として自衛隊の中隊以上の部隊又は、それに準ずる陸上幕僚長の定めた部隊に備え付けられている。学校の旗は学校の長が、順序を経て防衛大臣の承認を得て定める（陸上自衛隊幹部候補生学校および陸上自衛隊高等工科学校、陸上自衛隊高射学校など一部学校では学校旗を使用されている）。補給処等の施設等機関の旗は当該施設等機関の長が定める。
群旗
群もしくは指揮官の階級が1等陸佐職に指定されている部隊
「群旗」…横線3本
大隊旗
大隊や2等陸佐職の自衛官が指揮する部隊もしくは、後方支援連隊補給隊・衛生隊、隷下に1 - 2個中隊程度を保有する大隊以外の「隊」、隷下に中隊を持たず小隊編成を隷下に持ち、2等陸佐が指揮する「隊」編成の部隊（2等陸佐が指揮官の中規模の駐屯地業務隊も該当）等
「大隊旗」…横線2本
中隊旗（甲）
3等陸佐相当の自衛官が指揮する普通科・特科・戦車等の中隊等、後方支援連隊整備大隊直接支援中隊（隊）、（中隊に準ずる隊編成の部隊含む）および総監部・師団（旅団）司令部付隊等
「中隊旗（甲）」…横線1本（巾は少々太め）
中隊旗（乙）
連隊・群等の大隊もしくはそれに準ずる部隊の隷下中隊、整備大隊本部付隊、衛生隊治療中隊、師団旅団音楽隊等、1等陸尉もしくは2等陸尉の階級を持つ自衛官が指揮する部隊等
「中隊旗（乙）」…横線1本（巾は少々細い）
| 自衛隊旗（連隊旗） | 自衛隊旗（連隊旗）                                         |
| ------------------ | ---------------------------------------------------------- |
|                    | 生地はあやにしき織、地色は白色、日章及び光線は紅、縁は金色 |
| 群旗               |                                                            |
| 普通科の群旗       | 地色、帽章の図及び横線の色彩は職種による。                 |
| 大隊旗             |                                                            |
| 普通科の大隊旗     | 地色、帽章の図及び横線の色彩は職種による。                 |
| 中隊旗（甲）       |                                                            |
| 普通科の中隊旗(甲) | 地色、帽章の図及び横線の色彩は職種による。                 |
| 中隊旗（乙）       |                                                            |
| 普通科の中隊旗(乙) | 地色、帽章の図及び横線の色彩は職種による。                 |

備付部隊
| 区分                  | 群旗 | 大隊旗 | 中隊旗（甲） | 中隊旗（乙） |
| --------------------- | --- | --- | --- | --- |
| 陸上総隊司令部        | | | 陸上総隊司令部付隊 | |
| 方面総監部            | | | 総監部付隊 | |
| 師団（第7師団を除く） | 特科隊 | 偵察隊 機動戦闘車隊 飛行隊 後方支援連隊補給隊 後方支援連隊輸送隊 後方支援連隊衛生隊 特殊武器防護隊 化学防護隊 | 師団司令部付隊 後方支援連隊本部付隊 後方支援連隊第1整備大隊施設整備隊 後方支援連隊第1整備大隊通信電子整備隊 後方支援連隊第2整備大隊普通科直接支援隊 後方支援連隊第2整備大隊特科直接支援隊 後方支援連隊第2整備大隊高射直接支援隊 後方支援連隊第2整備大隊戦車直接支援隊 後方支援連隊第2整備大隊偵察戦闘直接支援隊 後方支援連隊衛生隊治療隊 | 後方支援連隊第1整備大隊本部付隊 後方支援連隊第2整備大隊本部付隊 通信大隊本部付隊 音楽隊 |
| 第7師団               | | 偵察隊 飛行隊 後方支援連隊補給隊 後方支援連隊輸送隊 後方支援連隊衛生隊 化学防護隊 | 師団司令部付隊 後方支援連隊本部付隊 後方支援連隊第1整備大隊火器整備隊 後方支援連隊第1整備大隊施設整備隊 後方支援連隊第1整備大隊通信電子整備隊 後方支援連隊第2整備大隊偵察直接支援隊 | 後方支援連隊第1整備大隊本部付隊 後方支援連隊第1整備大隊工作回収隊 後方支援連隊第2整備大隊本部付隊 音楽隊 |
| 旅団                  | 特科隊 後方支援隊 戦車隊 | 偵察隊 飛行隊 通信隊 施設隊 高射特科隊 特殊武器防護隊 化学防護隊 | 旅団司令部付隊 後方支援隊輸送隊 後方支援隊衛生隊 偵察戦闘直接支援隊 | 後方支援隊本部付隊 音楽隊 |
| 方面混成団            | 混成団本部 | | | |
| 空挺団                | | 後方支援隊 | | |
| 水陸機動団            | | | 本部付隊 後方支援大隊衛生隊 | 後方支援大隊本部付隊 |
| 直轄普通科            | 警備隊 | 方面対舟艇対戦車隊 | | |
| 直轄戦車              | 方面戦車隊 | | | |
| 直轄特科              | 方面特科隊 | 地対艦ミサイル連隊直接支援隊 無人偵察機隊 無人標的機隊 高射特科隊 | 高射特科団本部付隊 無線誘導機隊 高射運用隊 | |
| 直轄施設              | | | | 施設団本部付隊 |
| 航空科                | 対戦車ヘリコプター隊 戦闘ヘリコプター隊 ヘリコプター野整備隊 方面航空隊 方面ヘリコプター隊 中央管制気象隊 特別輸送ヘリコプター隊 輸送航空隊 | ヘリコプター群飛行隊 ヘリコプター野整備隊整備隊 方面航空隊本部付隊 対戦車ヘリコプター隊飛行隊 方面ヘリコプター隊飛行隊 方面管制気象隊 航空野整備隊 対戦車ヘリコプター隊飛行支援隊 連絡偵察飛行隊 第102飛行隊 編制上2等陸佐を長とする航空隊野整備隊整備隊 | ヘリコプター群本部付隊 ヘリコプター野整備隊支援隊 対戦車ヘリコプター隊本部付隊 方面ヘリコプター隊本部付隊 方面管制気象隊基地隊 編制上3等陸佐を長とする航空野整備隊整備隊 編制上3等陸佐を長とする航空野整備隊補給隊 | ヘリコプター野整備隊補給隊 編制上1等陸尉を長とする方面管制気象隊派遣隊 編制上1等陸尉を長とする航空野整備隊補給隊 編制上1等陸尉を長とする航空野整備隊支援隊 |
| システム通信科        | 通信保全監査隊 電子隊 中央基地システム通信隊 サイバー防護隊 電子作戦隊 システム開発隊                                                       | 保全隊 監査隊 作成処理隊 中枢交換通信隊 防護隊 技術隊 システム信務電信隊 電子戦隊 | システム運営隊 ネットワーク運営隊 方面システム通信群システム防護隊 電子戦中隊 | 通信団本部付隊 中央野外通信群本部付隊 方面システム通信群本部付隊 基地通信大隊本部付隊 電子隊本部付隊 方面システム通信群指揮所通信大隊本部付隊 方面システム通信群通信運用大隊本部付隊 基地システム通信大隊本部中隊 中央基地システム通信隊本部付隊 信務電信隊 電子作戦隊本部付隊 |
| 化学科                | 中央特殊武器防護隊 | | | |
| 武器科                | | 不発弾処理隊 | 爆発装置処理隊 | |
| 輸送科                | 中央輸送隊 方面輸送隊 | 中央輸送隊方面分遣隊 | 中央輸送隊輸送処理隊 中央輸送隊国際輸送支援隊 | 方面輸送隊本部付隊 方面輸送隊の輸送隊 |
| 情報科                | 地理情報隊 基礎情報隊 情報処理隊 方面情報隊                                                                                                 | 沿岸監視隊 方面情報処理隊 通信情報隊 現地情報隊 無人偵察機隊 移動監視隊 情報隊 | 沿岸監視隊派遣隊 中央情報隊本部付隊 | |
| 衛生科                | 方面衛生隊 対特殊武器衛生隊 | 野外病院隊 | 救急車隊 | 方面衛生隊本部付隊 |
| 後方支援              | 方面後方支援隊 | 方面後方支援隊戦車直接支援隊 方面後方支援隊全般支援隊 編制上2等陸佐を長とする方面後方支援隊特科直接支援隊 | 方面後方支援隊本部付隊 方面後方支援隊通信直接支援隊 方面後方支援隊富士教育直接支援大隊車両整備隊 方面後方支援隊普通科直接支援隊 方面後方支援隊高射直接支援隊 編制上3等陸佐を長とする方面後方支援隊特科直接支援隊 | 方面後方支援隊全般支援大隊本部付隊 方面後方支援隊特科直接支援大隊本部付隊 方面後方支援隊特科直接支援大隊整備隊 方面後方支援隊高射直接支援大隊本部付隊 方面後方支援隊高射直接支援大隊整備隊 方面後方支援隊施設直接支援大隊本部付隊 方面後方支援隊施設直接支援大隊整備隊 方面後方支援隊施設直接支援大隊直接支援隊 方面後方支援隊富士教育直接支援大隊本部付隊 方面後方支援隊富士教育直接支援大隊火器整備隊 方面後方支援隊富士教育直接支援大隊施設整備隊 方面後方支援隊富士教育直接支援大隊通信整備隊 方面後方支援隊特科直接支援隊整備隊 |
| 教導部隊              | 特科教導隊 高射教導隊 施設教導隊 部隊訓練評価隊 方面指揮所訓練支援隊 訓練評価支援隊                                                         | 通信教導隊 武器教導隊 需品教導隊 衛生教導隊 飛行教導隊 部隊訓練評価隊評価支援隊 教育支援施設隊 化学教導隊 情報教導隊 | 富士教導団本部付隊 高射教導隊直接支援隊 衛生教導隊治療隊 | 幹部候補生学校教導隊 |
| 教育部隊              | 陸曹教育隊 空挺教育隊 冬季戦技教育隊 女性自衛官教育隊 国際活動教育隊 水陸機動教育隊                                                         | 臨時教育隊 | 特殊作戦群の部隊 （編制上3等陸佐を長とする部隊） | |
| 警務科                | 方面警務隊 | 地区警務隊 本部付警務隊 | 編制上3等陸佐を長とする駐屯地警務隊および直接支援保安警務隊 | 編制上1等陸尉を長とする駐屯地警務隊および直接支援保安警務隊 |
| 会計科                | 方面会計隊 | 編制上2等陸佐を長とする会計隊 | 編制上3等陸佐を長とする会計隊 | 編制上1等陸尉を長とする会計隊 |
| 音楽科                | 中央音楽隊 | 方面音楽隊 | | |
| その他の部隊          | 会計監査隊 システム開発隊 装備実験隊 飛行実験隊 部隊医学実験隊 編制上1等陸佐を長とする駐屯地業務隊                                          | システム開発隊システム管理隊 システム開発隊分析設計隊 システム開発隊プログラム開発隊 編制上2等陸佐を長とする駐屯地業務隊 | | |

自衛隊旗の規格
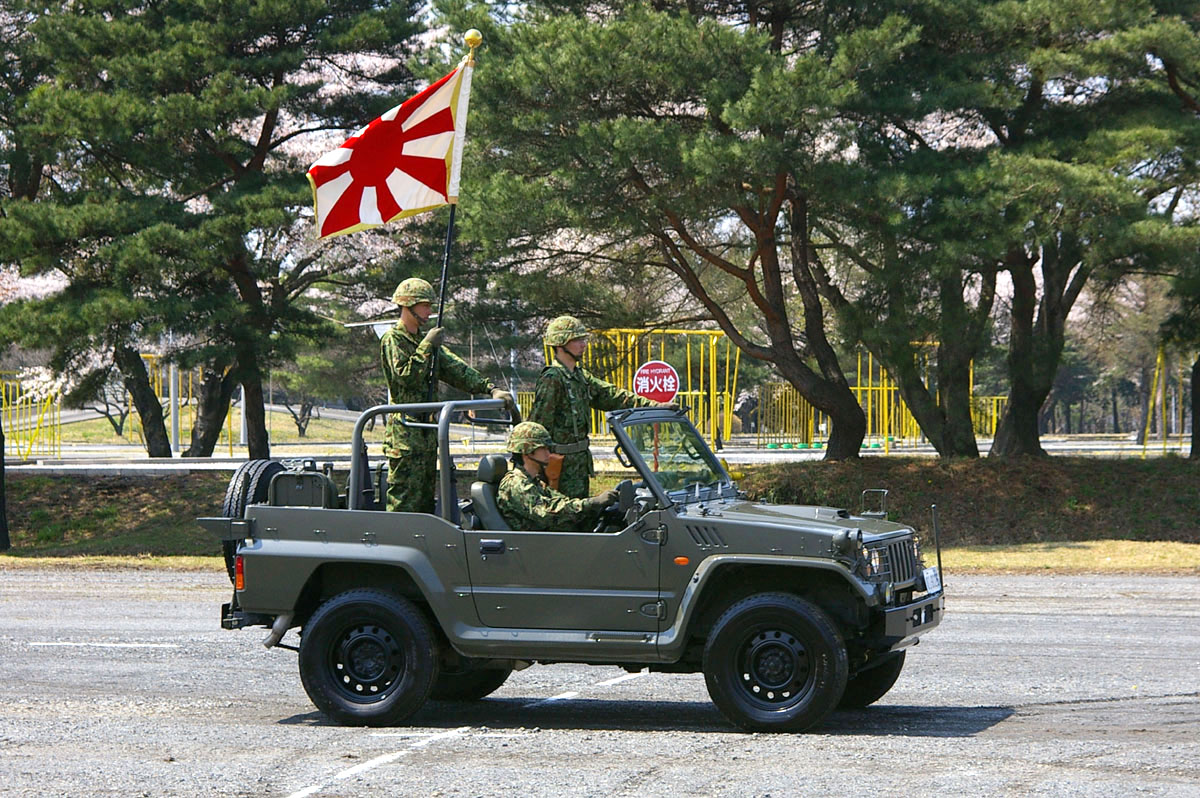
自衛隊旗
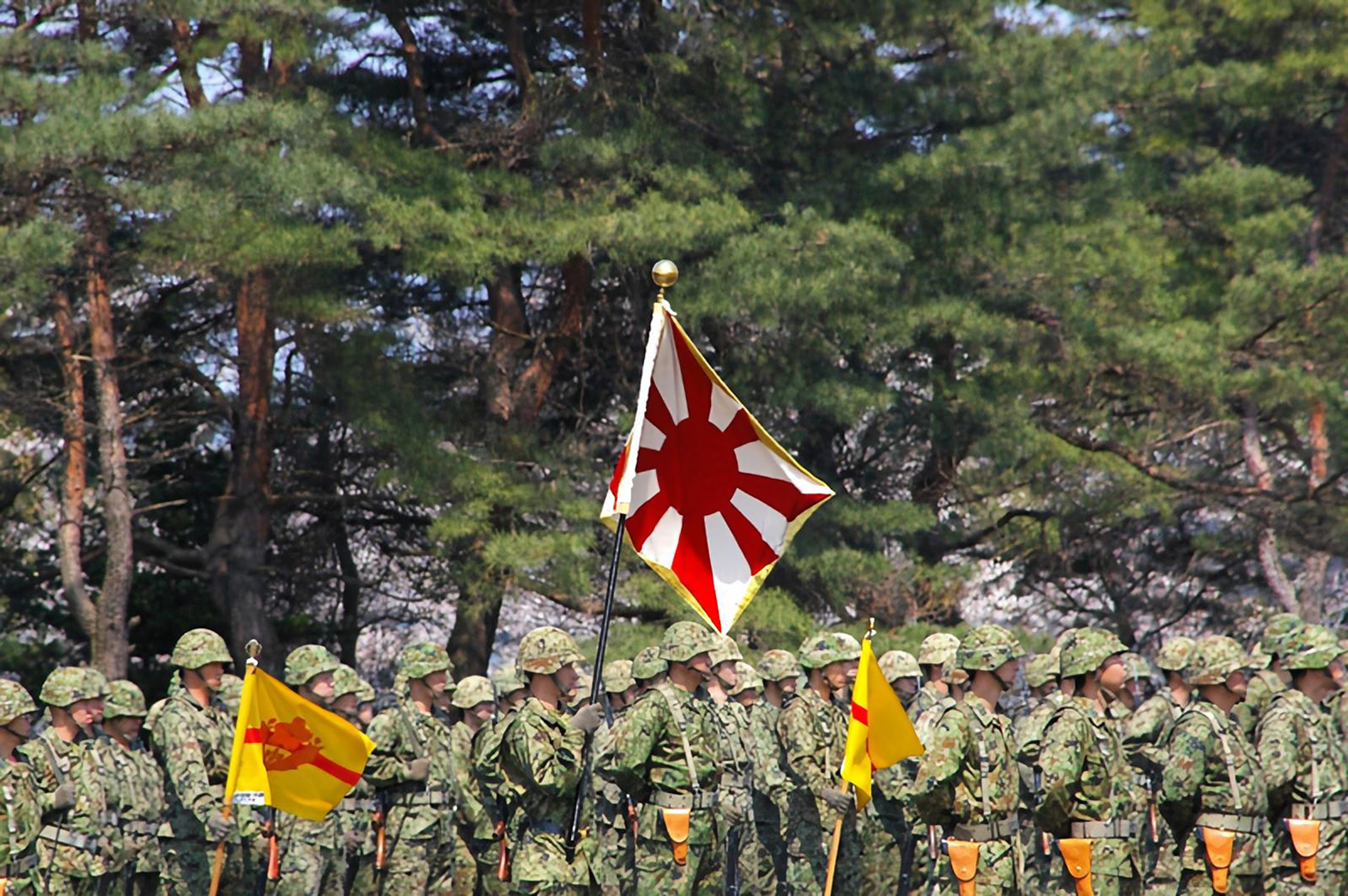
中が自衛隊旗、左右が特科職種（標識色：濃黄）の中隊旗。
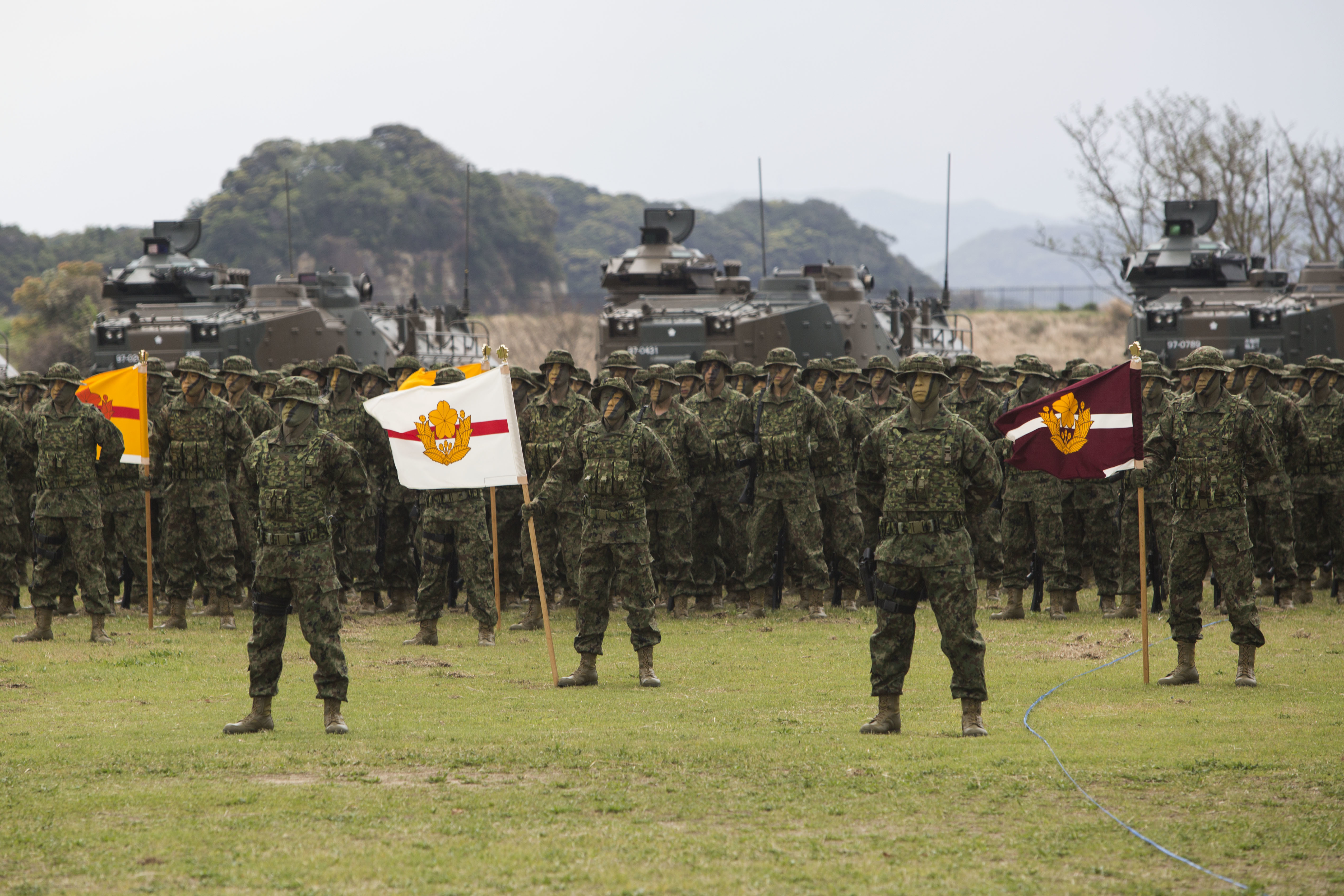
水陸機動団の特科・施設科等の職種旗
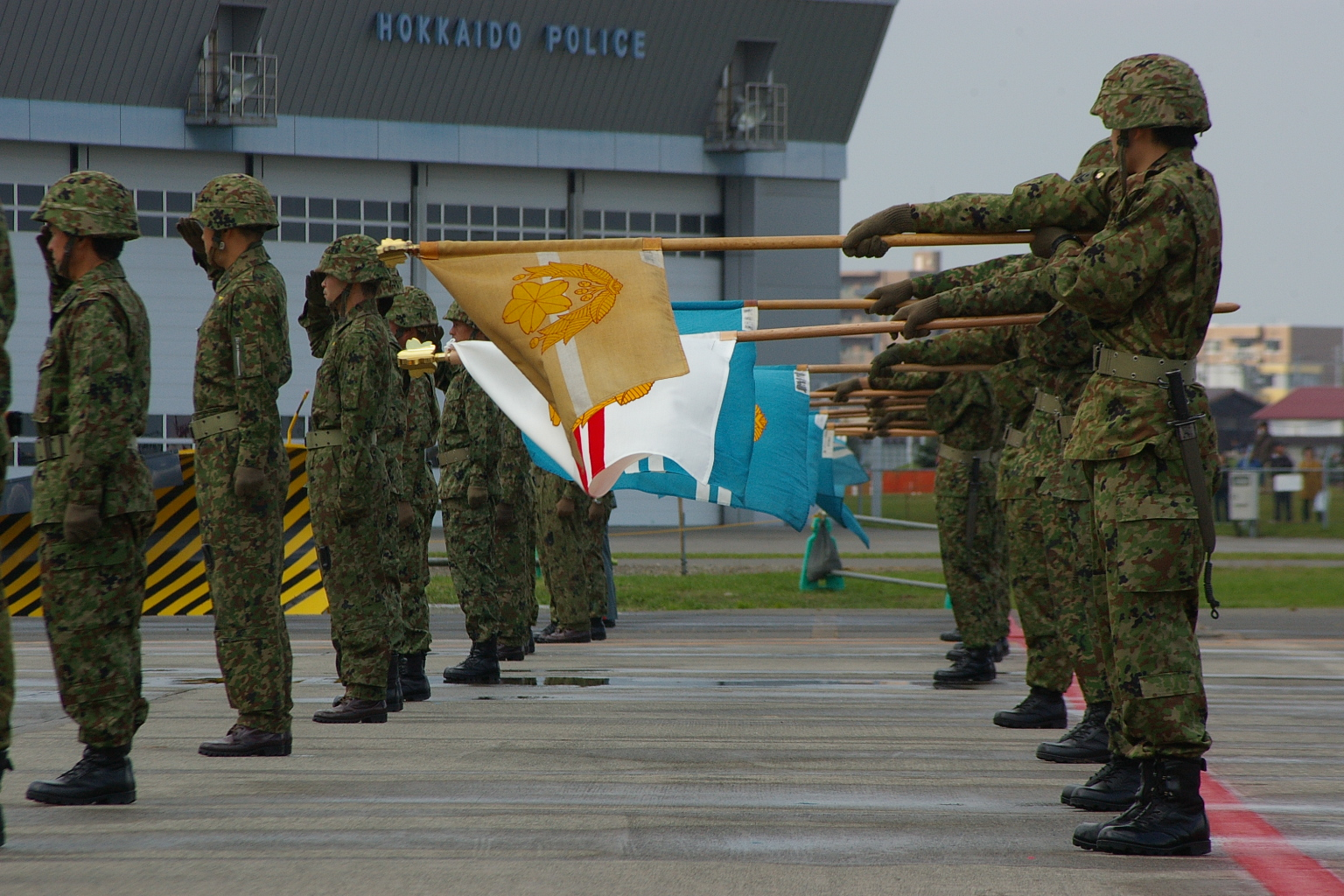
式典における国旗に対する旗の敬礼、この時隊伍の隊員は着剣捧げ銃をしている
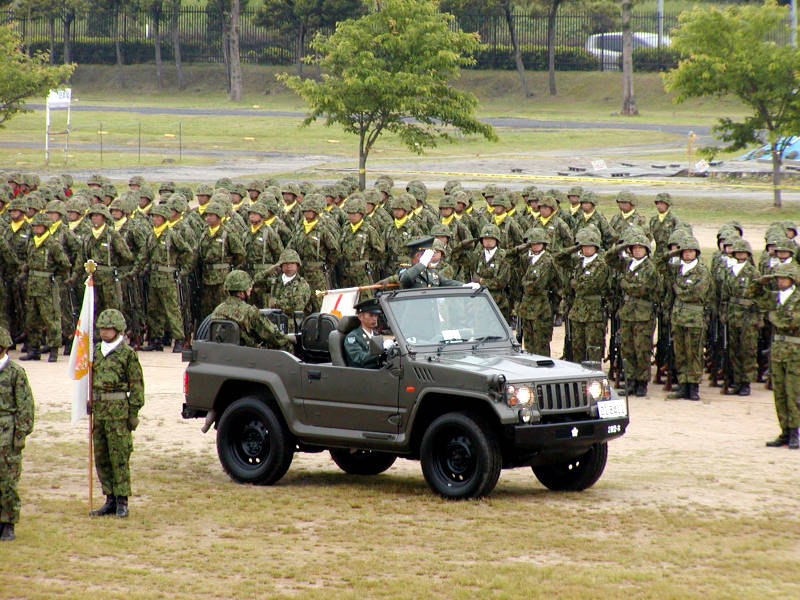
奥の隊旗は中隊旗（教育隊なので標識色：白）、手前の隊旗は大隊旗（標識色：白）。
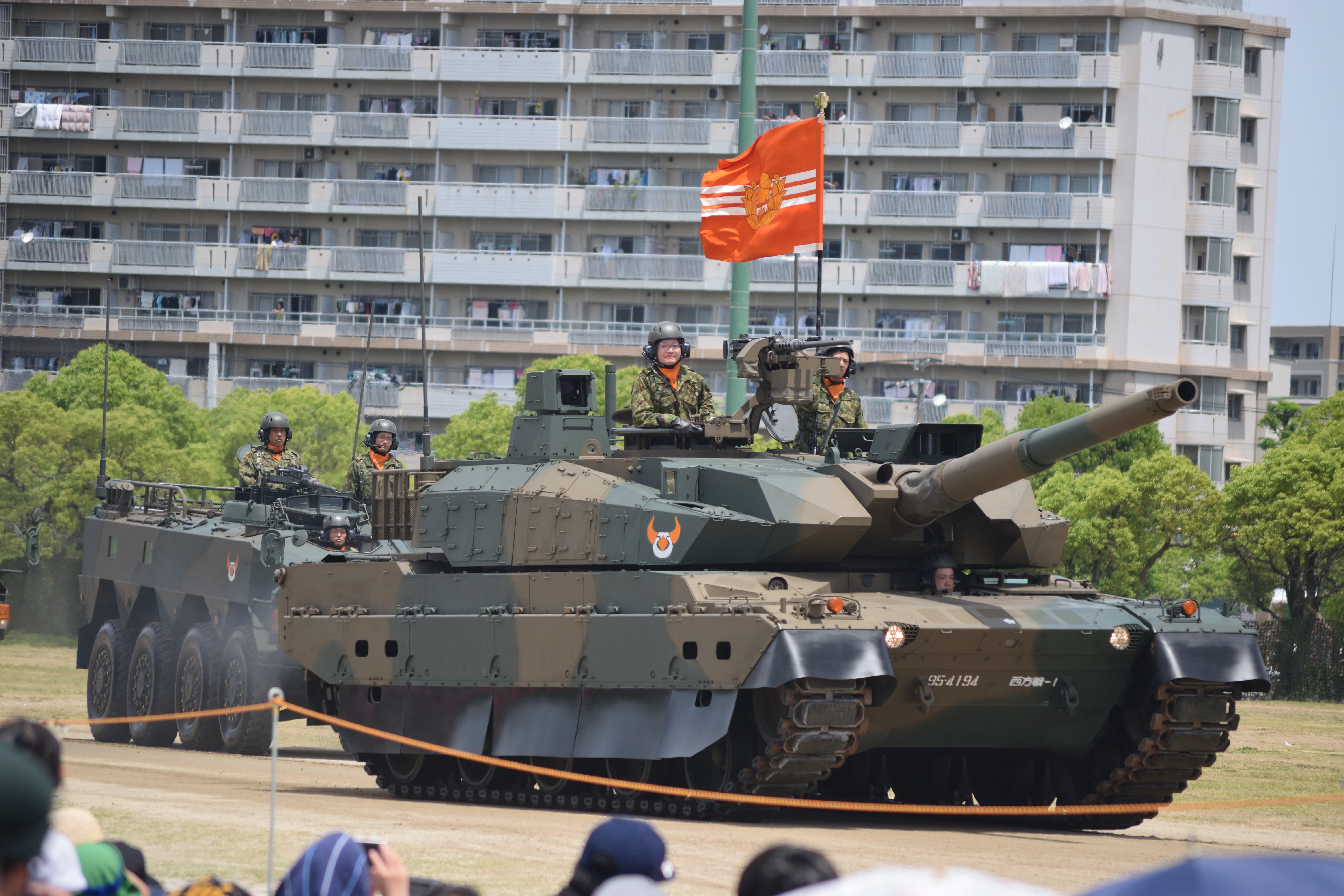
西部方面戦車隊長と隊旗。三本線の群旗であり、指揮官は1佐職であることがわかる。
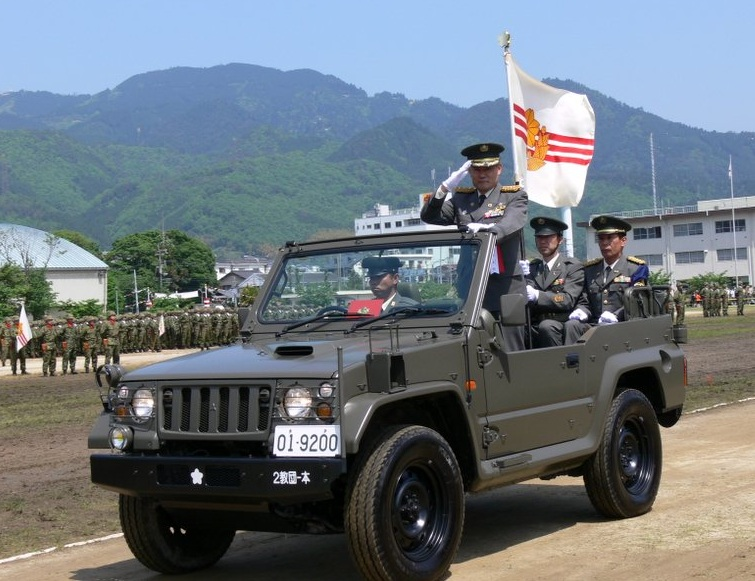
教育団や混成団等の1佐が指揮官の団は、指揮官旗でなく群旗（団本部旗）が与えられている
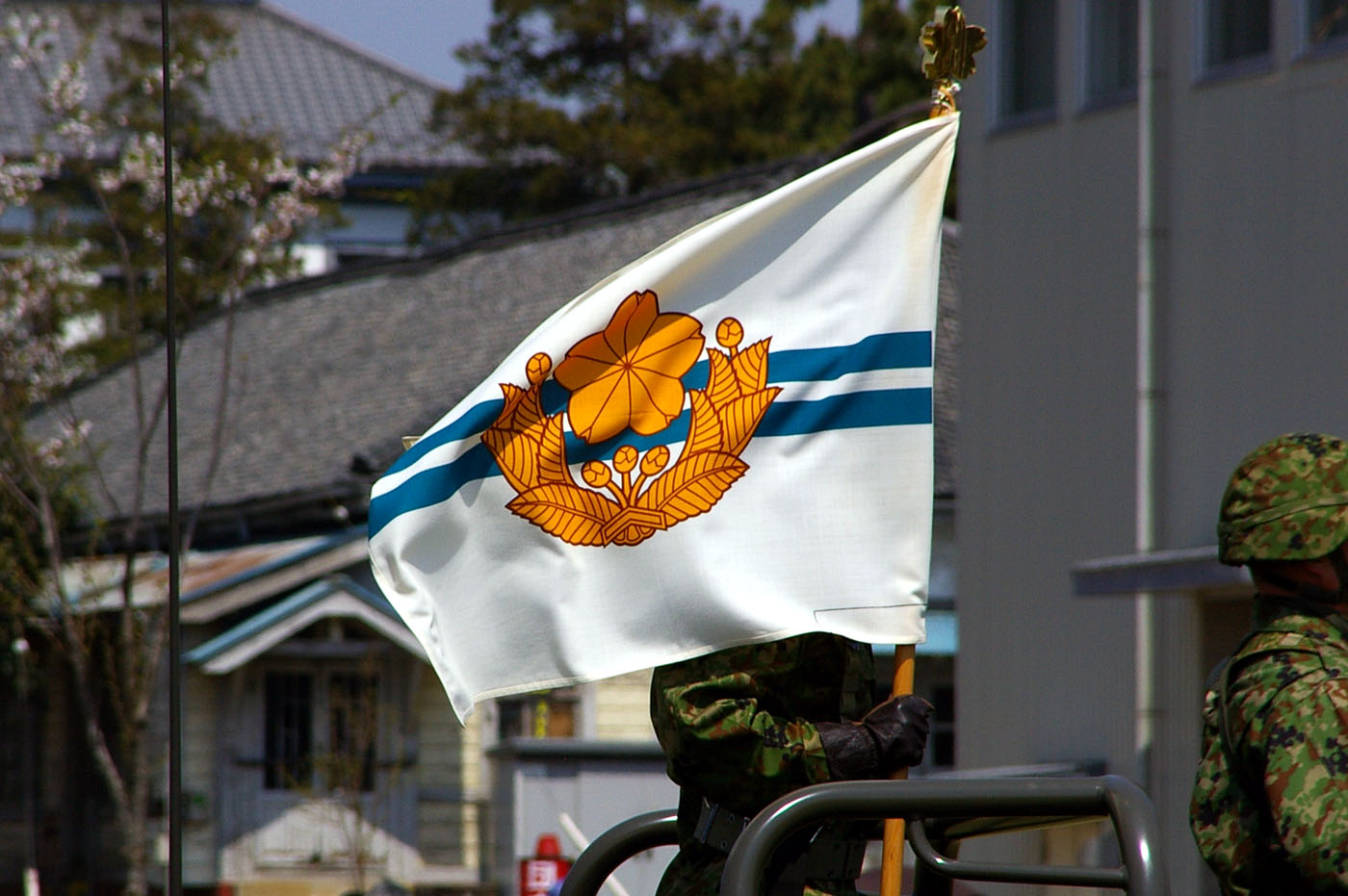
空挺部隊の大隊旗。白地に浅葱色の横線。
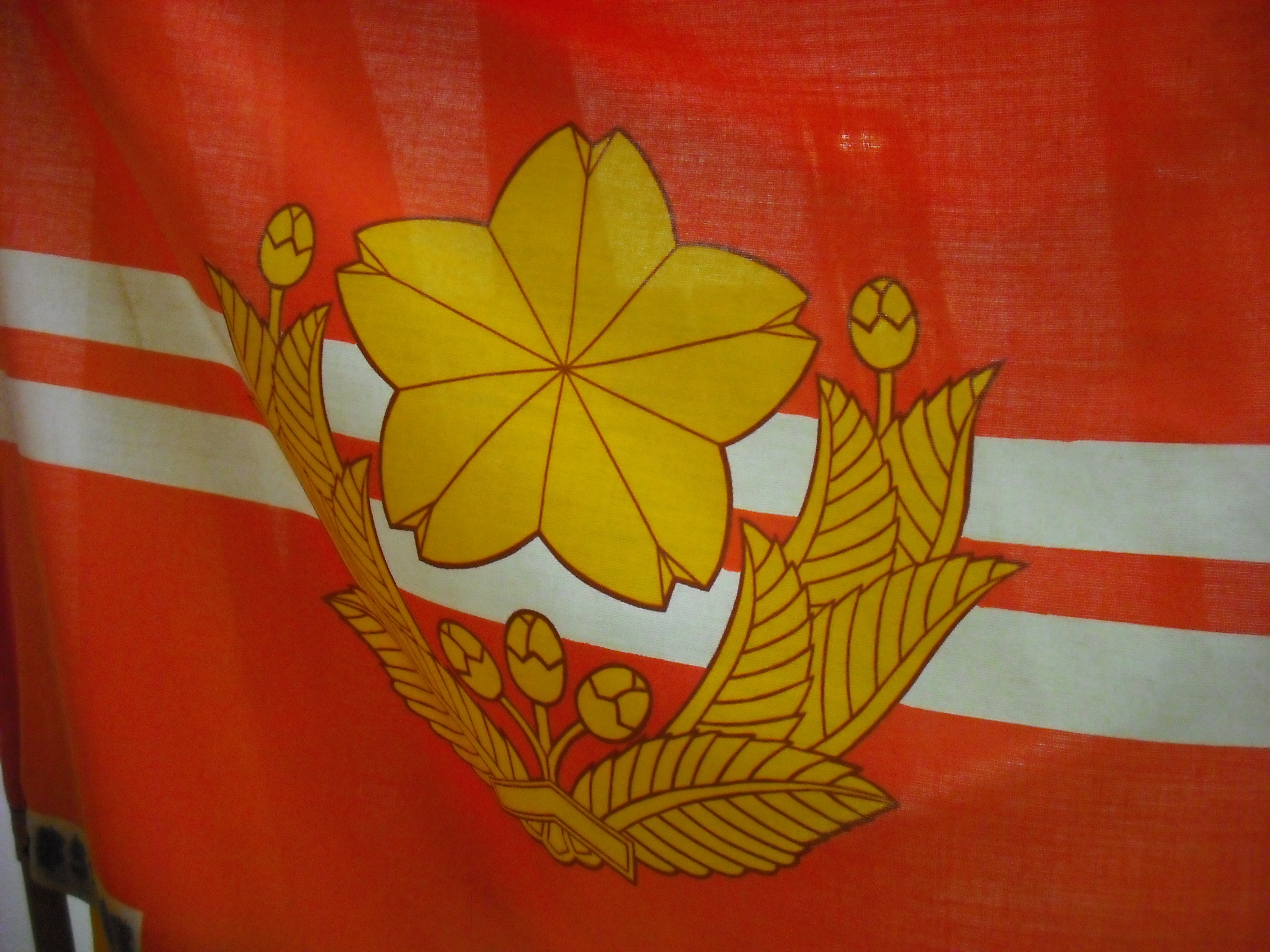
廃止された第5対戦車隊の隊旗、普通科部隊であるため赤を基調として横線は白の2本線である。
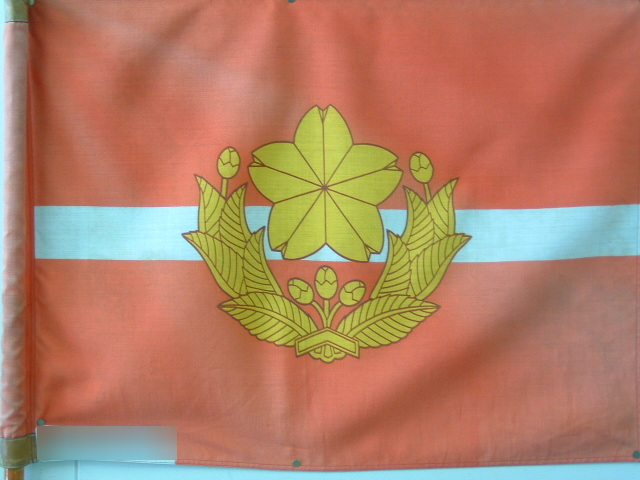
普通科連隊および旅団対戦車中隊における中隊旗の例
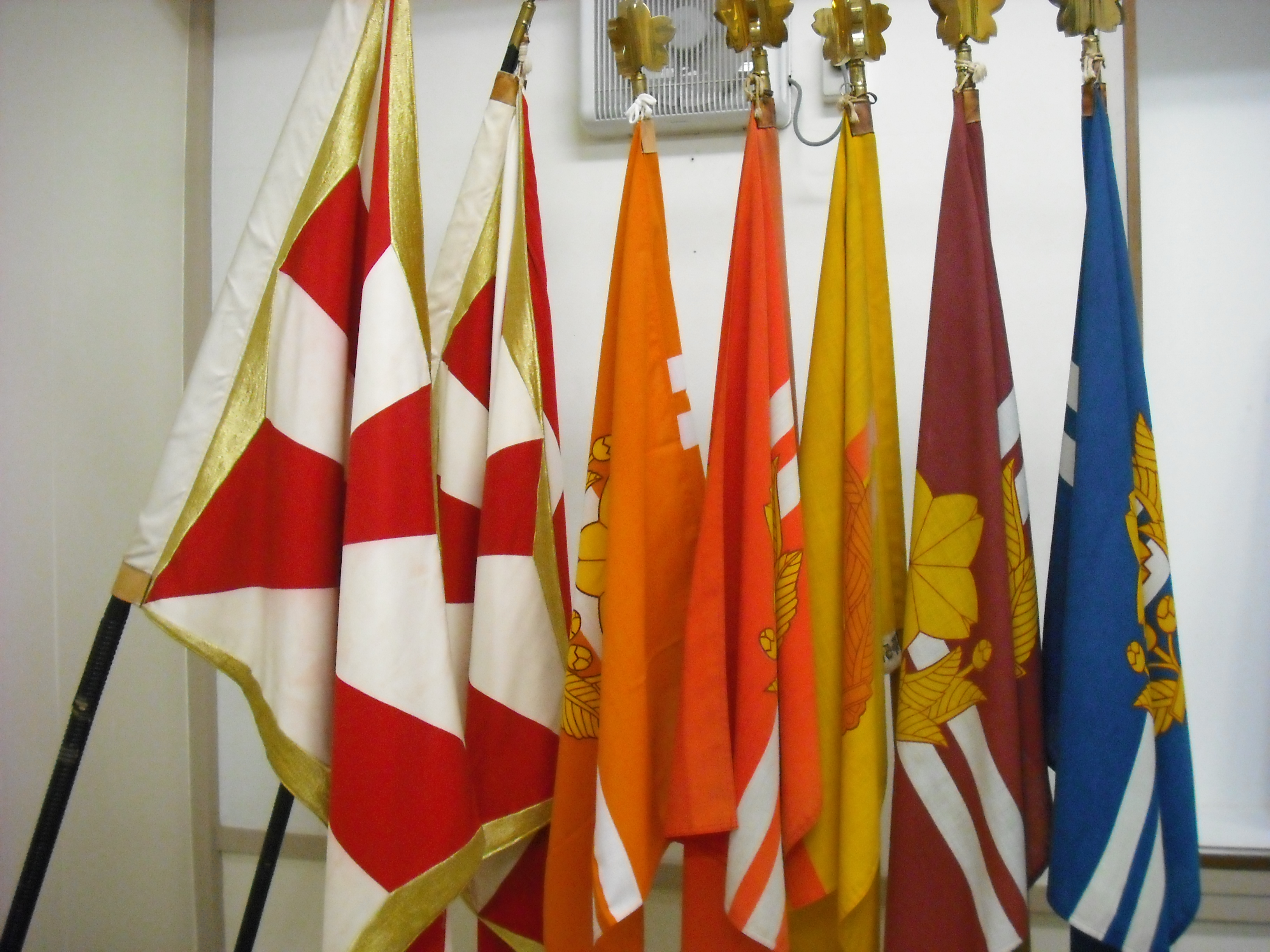
連隊旗および大隊旗（いずれも廃止となった部隊の旗）
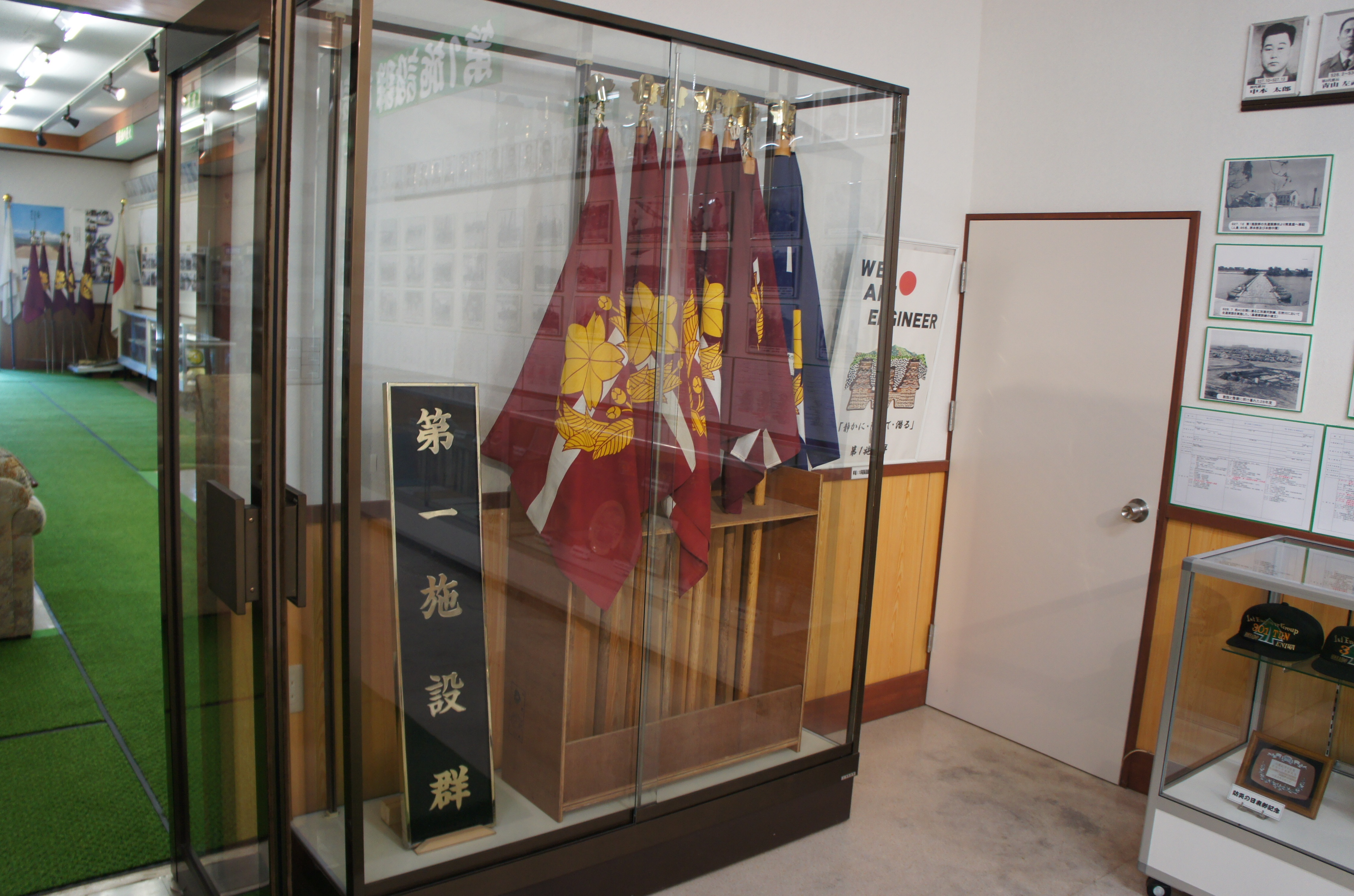
施設科部隊旗および諸職種混成部隊旗
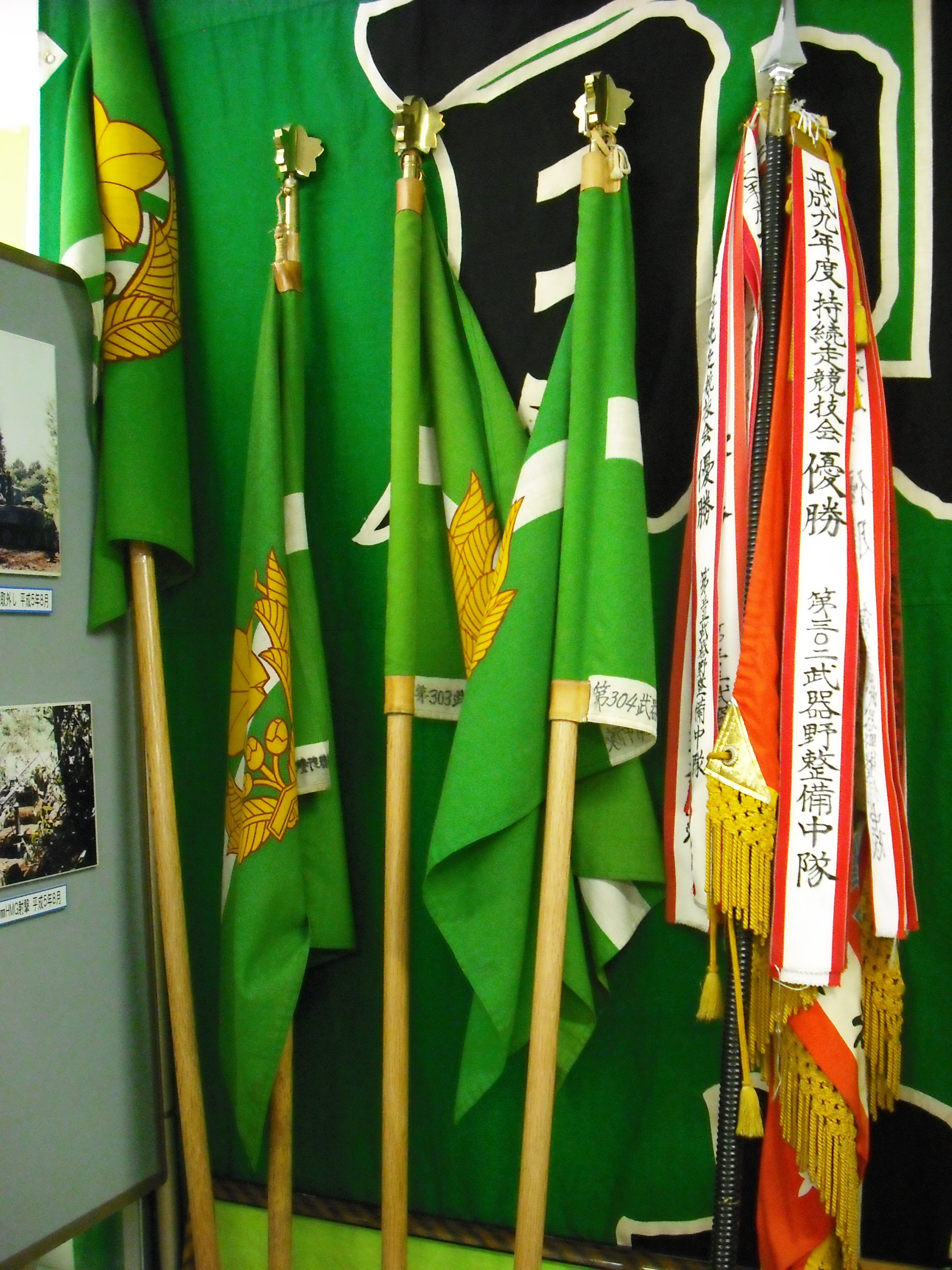
廃止となった北部方面武器隊の隊旗（隊旗および中隊旗）
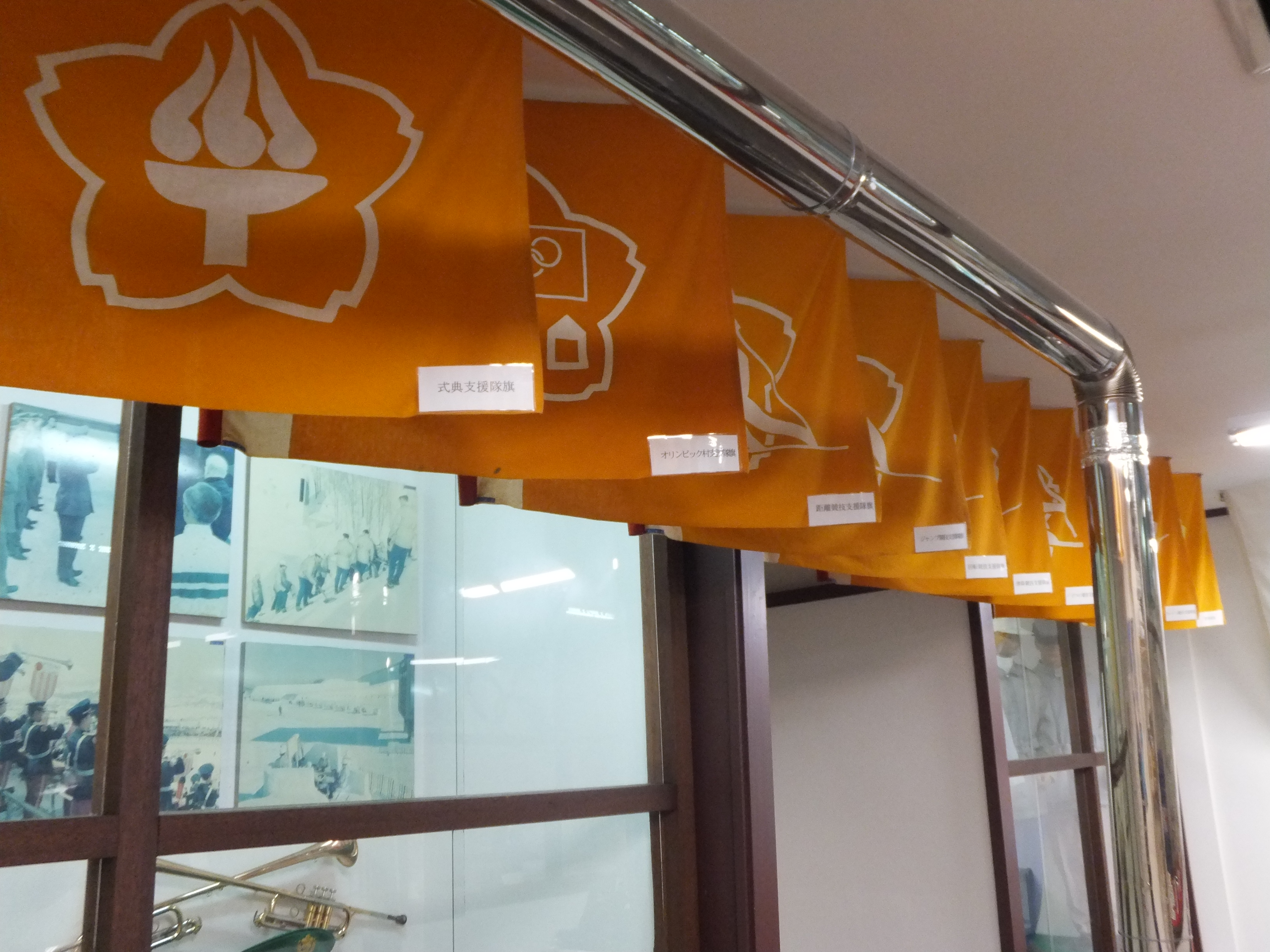
札幌オリンピック支援集団隷下部隊旗、意匠はそれぞれ支援目的に応じて選定された物が使用されている
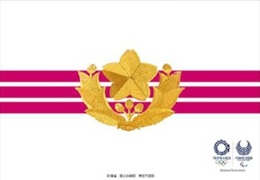
東京2020オリンピック・パラリンピック支援団隷下支援群長旗。隊種識別色は『その他』
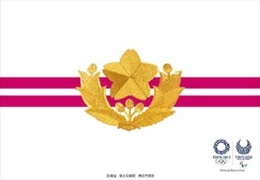
東京2020オリンピック・パラリンピック支援団隷下支援隊長旗。旗は大隊相当。

補給処支処や連隊等の教育隊旗（陸曹教育隊の区隊旗含む）・中隊隷下の派遣部隊旗に関しては規定が存在しないため当該部隊が所属する駐屯地域や部隊等の特性を示すものを意匠として旗に組み込まれるなど各部隊でデザインや意匠・サイズ等が選定され作成されている。

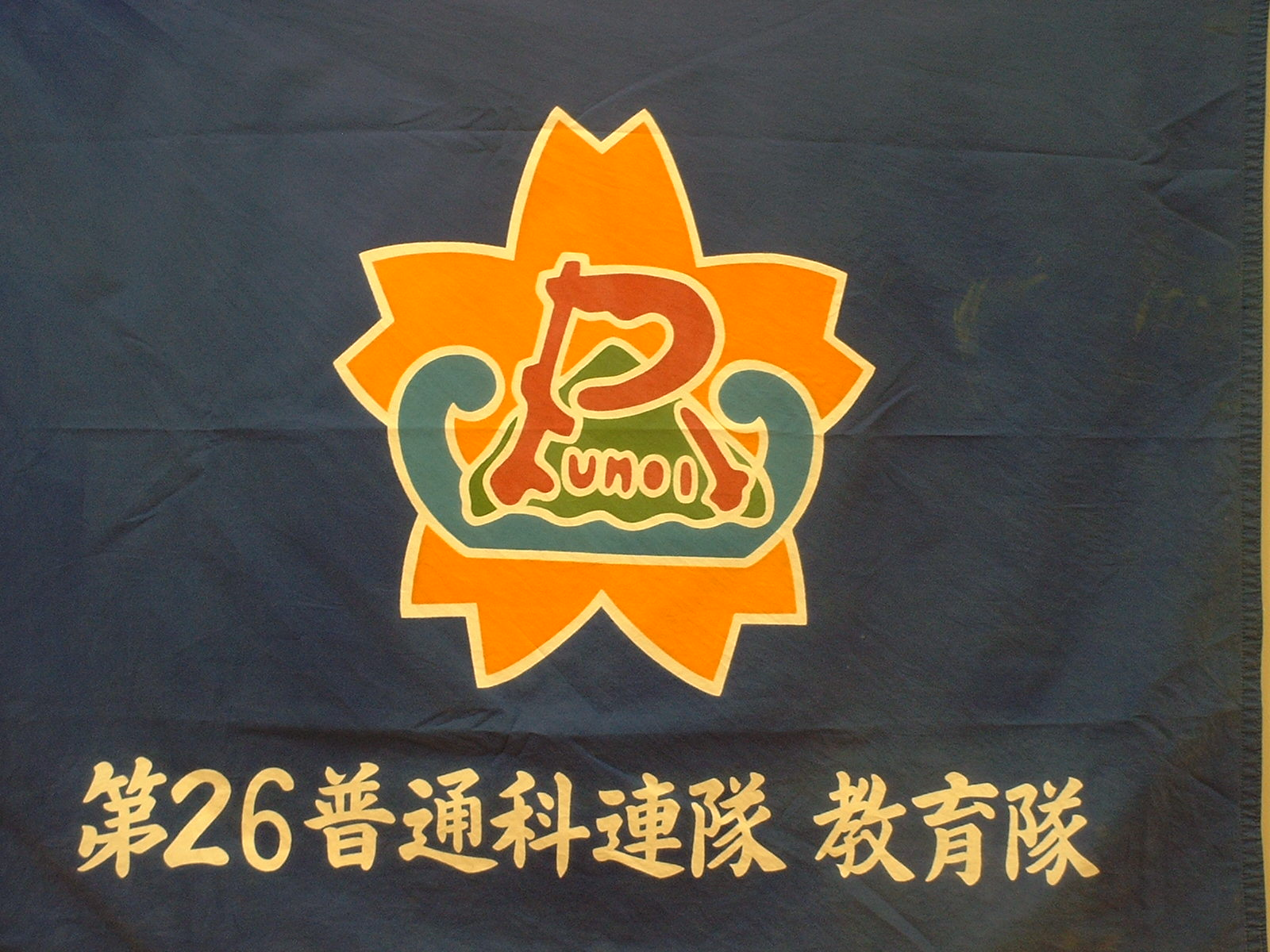
教育隊旗の例、桜星を中心に部隊の特性を示す意匠を取り入れている。
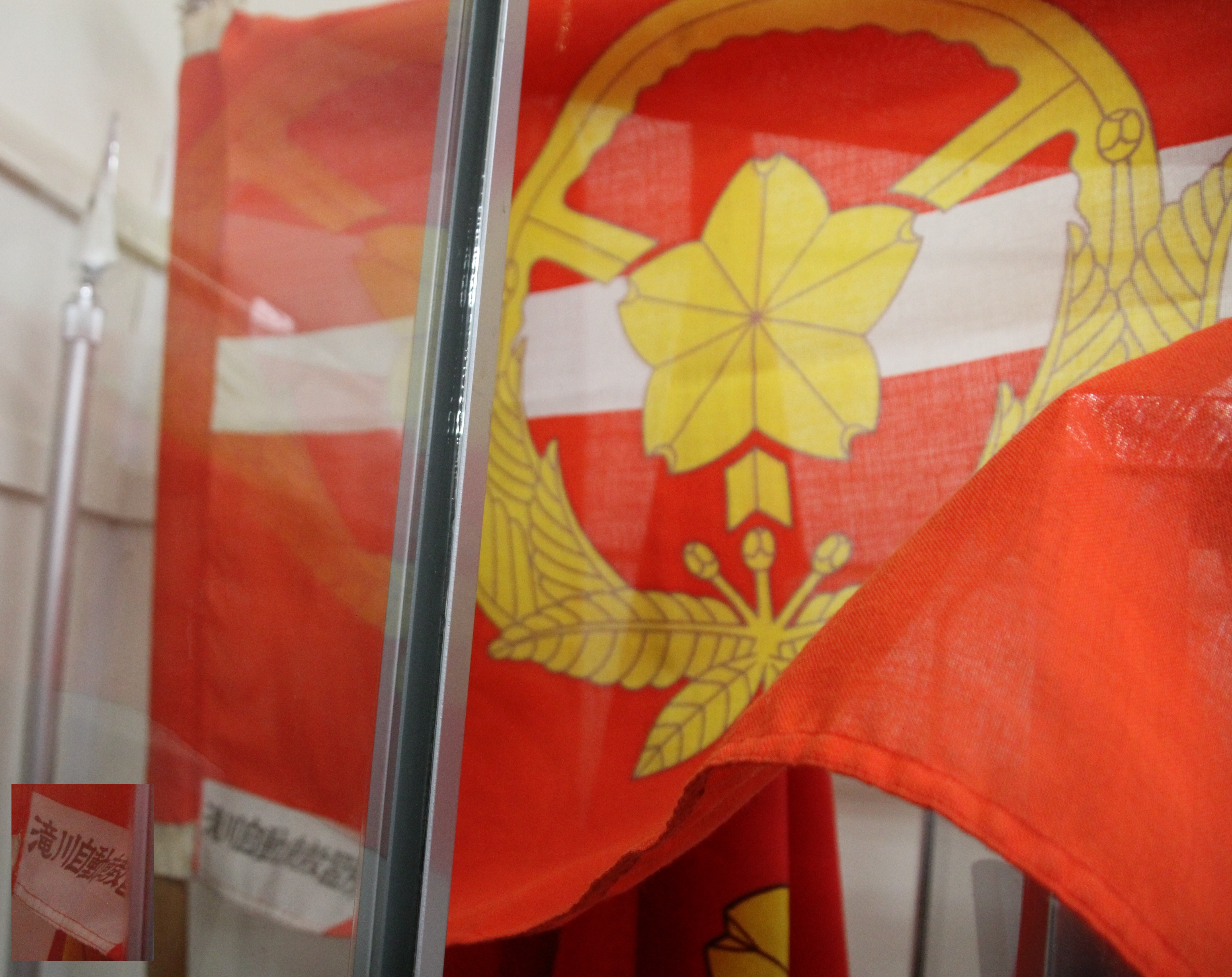
陸上自衛隊 第11師団滝川自動車教習所 隊旗

### 隊旗標識色
| 職種           | 地色     | 意匠の色 | 横線の色 | 色調 |
| -------------- | -------- | -------- | -------- | ---- |
| 普通科         | 赤       | 濃黄     | 白       | ━●━  |
| 機甲科         | だいだい | 濃黄     | 白       | ━●━  |
| 特科           | 濃黄     | だいだい | 赤       | ━●━  |
| 情報科         | 水       | 濃黄     | 金       | ━●━  |
| 航空科         | あさぎ   | 濃黄     | 白       | ━●━  |
| 施設科         | えび茶   | 濃黄     | 白       | ━●━  |
| システム通信科 | 青       | 濃黄     | 白       | ━●━  |
| 武器科         | 緑       | 濃黄     | 白       | ━●━  |
| 需品科         | 茶       | 濃黄     | 白       | ━●━  |
| 輸送科         | 紫       | 濃黄     | 白       | ━●━  |
| 化学科         | 金茶     | 濃黄     | 白       | ━●━  |
| 警務科         | 銀ねずみ | 濃黄     | 白       | ━●━  |
| 会計科         | 銀茶     | 濃黄     | 白       | ━●━  |
| 衛生科         | 濃緑     | 濃黄     | 白       | ━●━  |
| 音楽科         | 桜       | 濃黄     | 紺青     | ━●━  |
| 空挺           | 白       | 濃黄     | あさぎ   | ━●━  |
| 後方支援       | 藍       | 濃黄     | 白       | ━●━  |
| その他         | 白       | 濃黄     | 赤       | ━●━  |

- 音楽科・警務科・情報科の旗の色は2010年（平成22年）4月に変更・追加（それ以前の旗地は白色）。

### 指揮官旗

#### 指揮官旗と部隊旗の違い
1. 連隊旗含む部隊旗と違い部隊でなく指揮官に授与されており、離着任式の際含む指揮官の移動時には必ず同行する[注釈 16]。
2. 司令部において旗手が予め指定されている[注釈 17]。
3. 指揮官旗の序列は桜星の数がそのまま階級を示し、階級章たる桜星の数が同一の場合は横線で上級者であることが示されている。
4. 部隊縮小や廃止時は指揮官旗も返還行事が廃止式とは別に別途行われる事もあり、その場合は上級指揮官たる方面総監へ指揮官の離任申告と指揮官旗の返還が行われ、このうち指揮官旗はそのまま広報館や司令部内の記念室等に飾られる傾向がある。

| 陸上幕僚長旗                | 陸上幕僚長旗                                                                 |
| --------------------------- | ---------------------------------------------------------------------------- |
|                             | 地色は白色、桜星の色は金色、帽章の図の色は濃黄色とし、褐色で縁どりしたもの。 |
| 陸上総隊司令官旗 方面総監旗 |                                                                              |
|                             | 陸上総隊司令官旗は方面総監旗に比べ、横線の幅が数センチ太い。                 |
| 師団長旗                    |                                                                              |
|                             | 桜星の数を３個とするほか、陸上幕僚長旗と同じ。                               |
| 旅団長旗                    |                                                                              |
|                             | 桜星の数を２個とするほか、方面総監旗と同じ。                                 |
| 団長旗                      |                                                                              |
|                             | 桜星の数を２個とするほか、陸上幕僚長旗と同じ。                               |

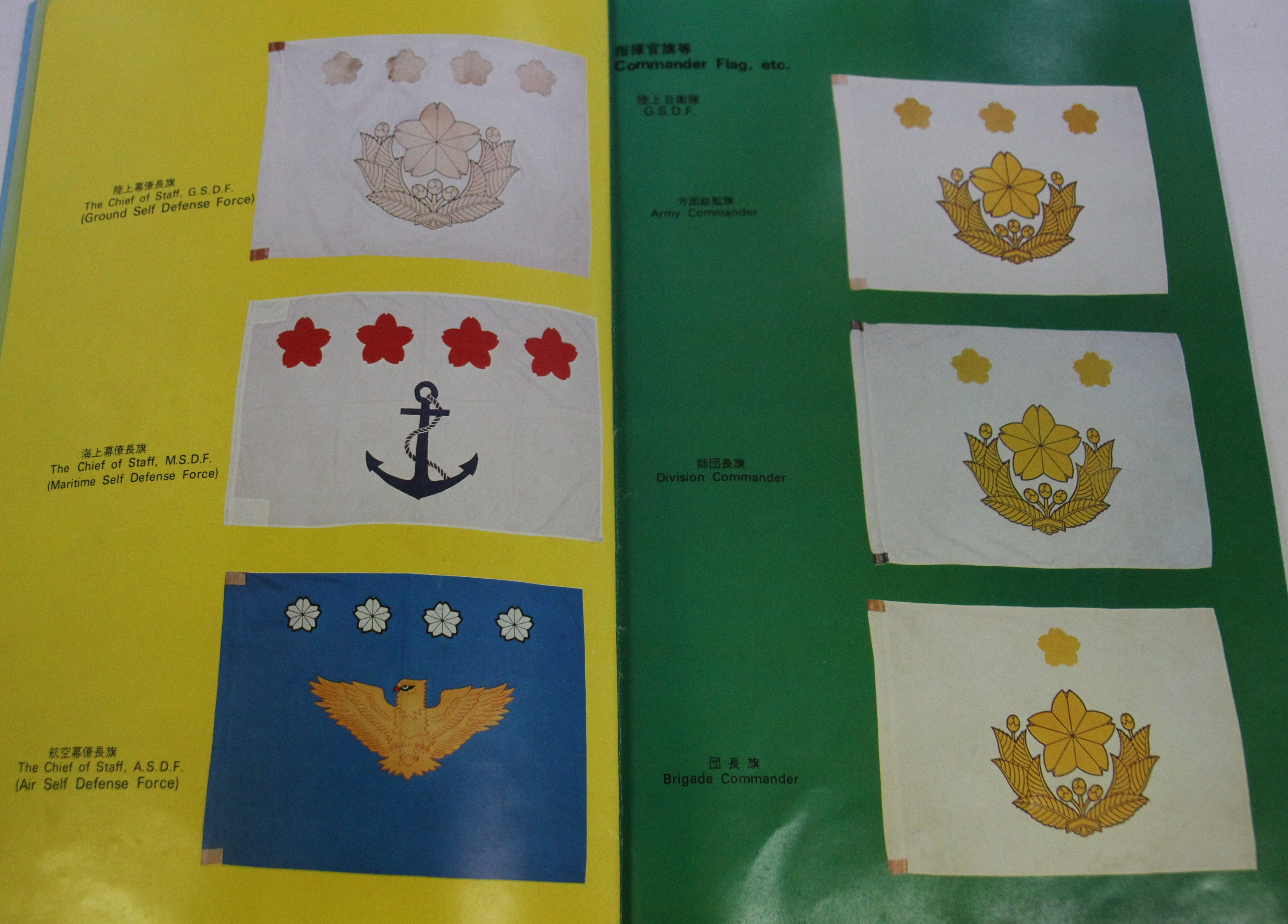
駐屯地資料館に展示されていた資料より99年3月まで使用されていた方面総監・師団・団長旗。現在の物とは異なる。
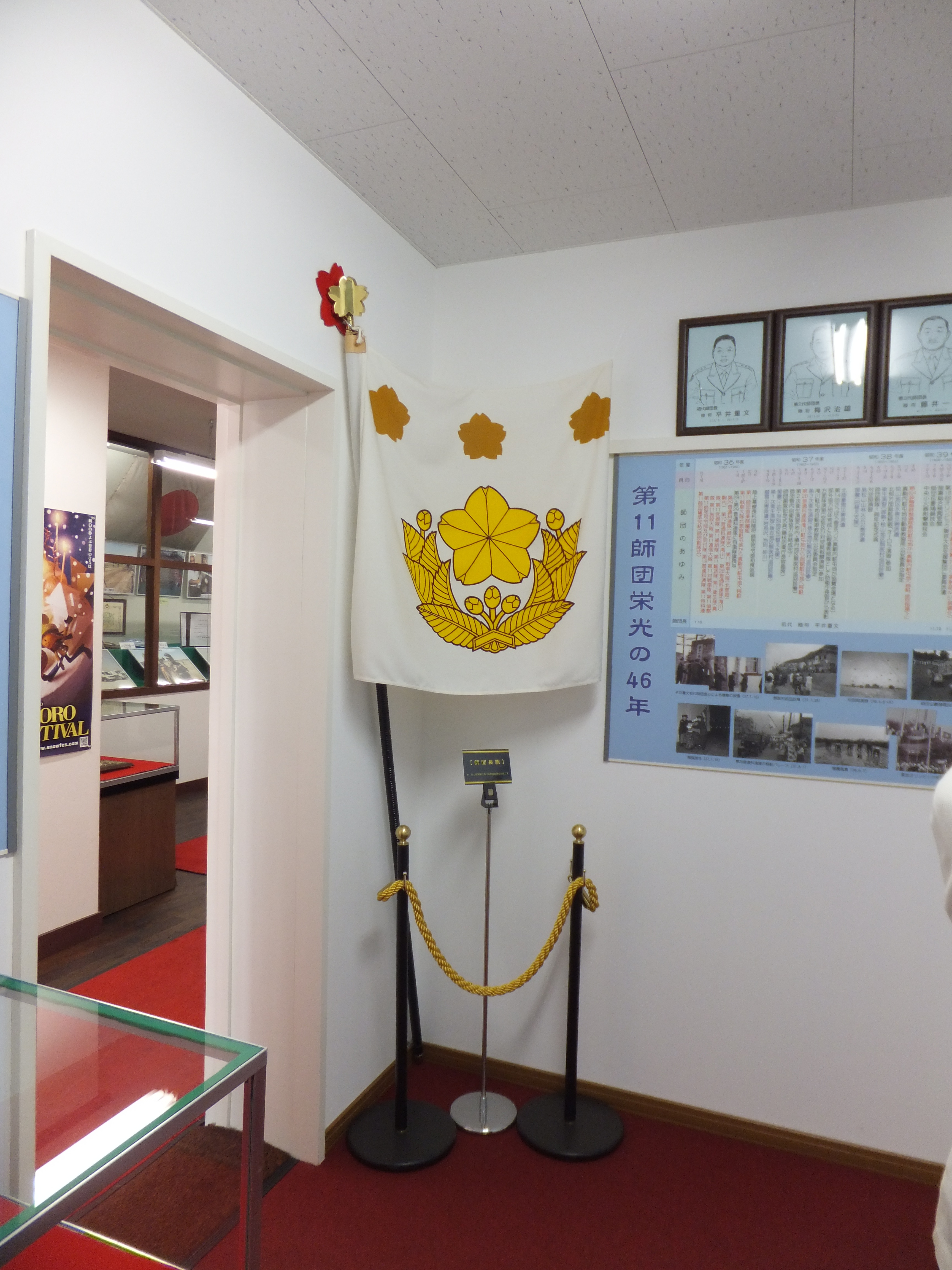
第11師団長旗、広報館展示物
99年3月の13旅団が編成されるまでの間、団本部に備えられ団長旗として使用されていた桜星1個の団長旗および編成上陸将補若しくは1等陸佐（一）が指揮官の隊旗
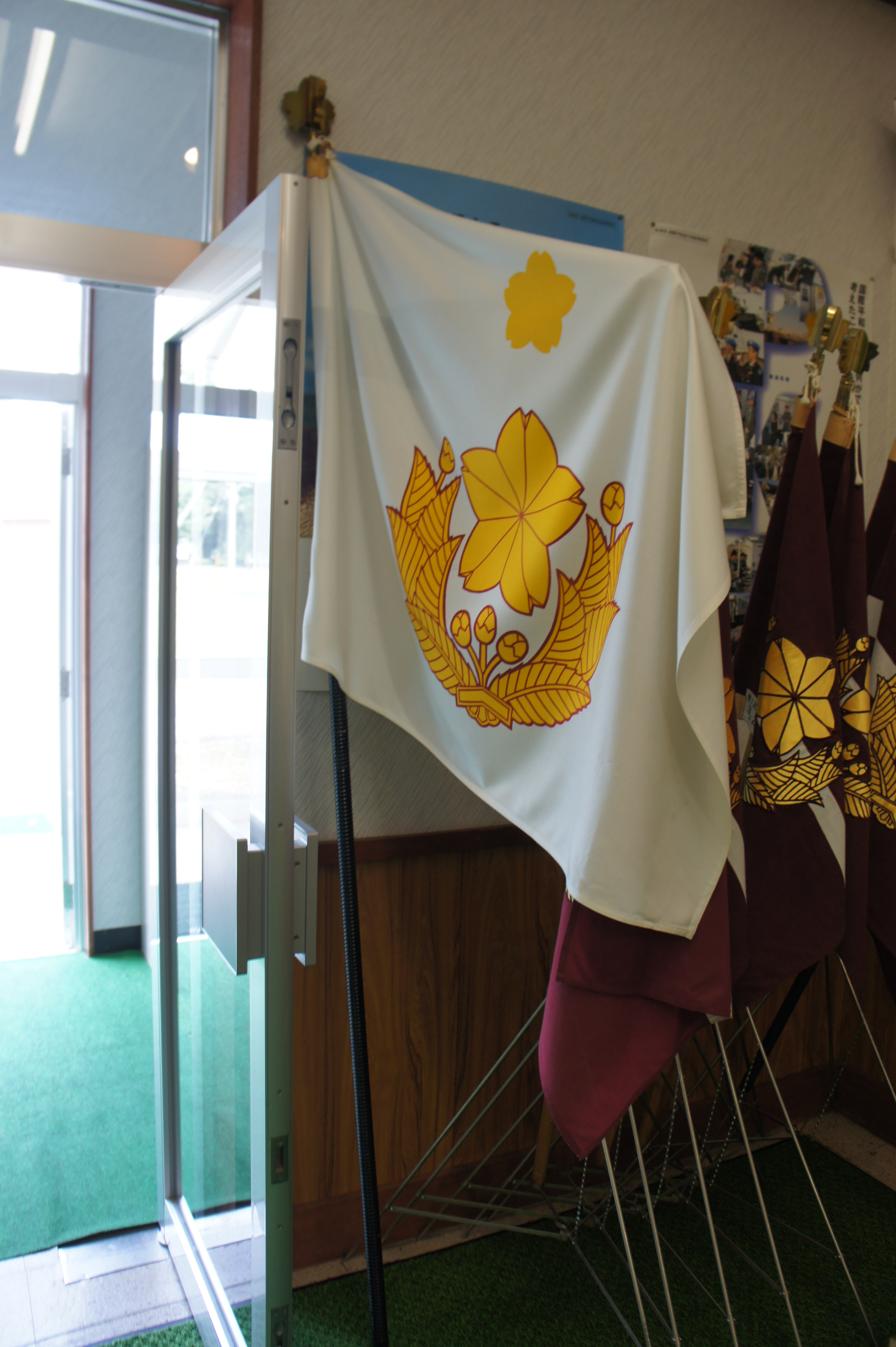
かつての団長旗、桜星1個で陸将補若しくは1等陸佐が指揮官の団長旗として使用。その隣にある中隊旗は施設群等隷下の施設中隊旗で、横線が細い事から中隊旗（乙）となっている。いずれも南恵庭駐屯地資料館にて撮影
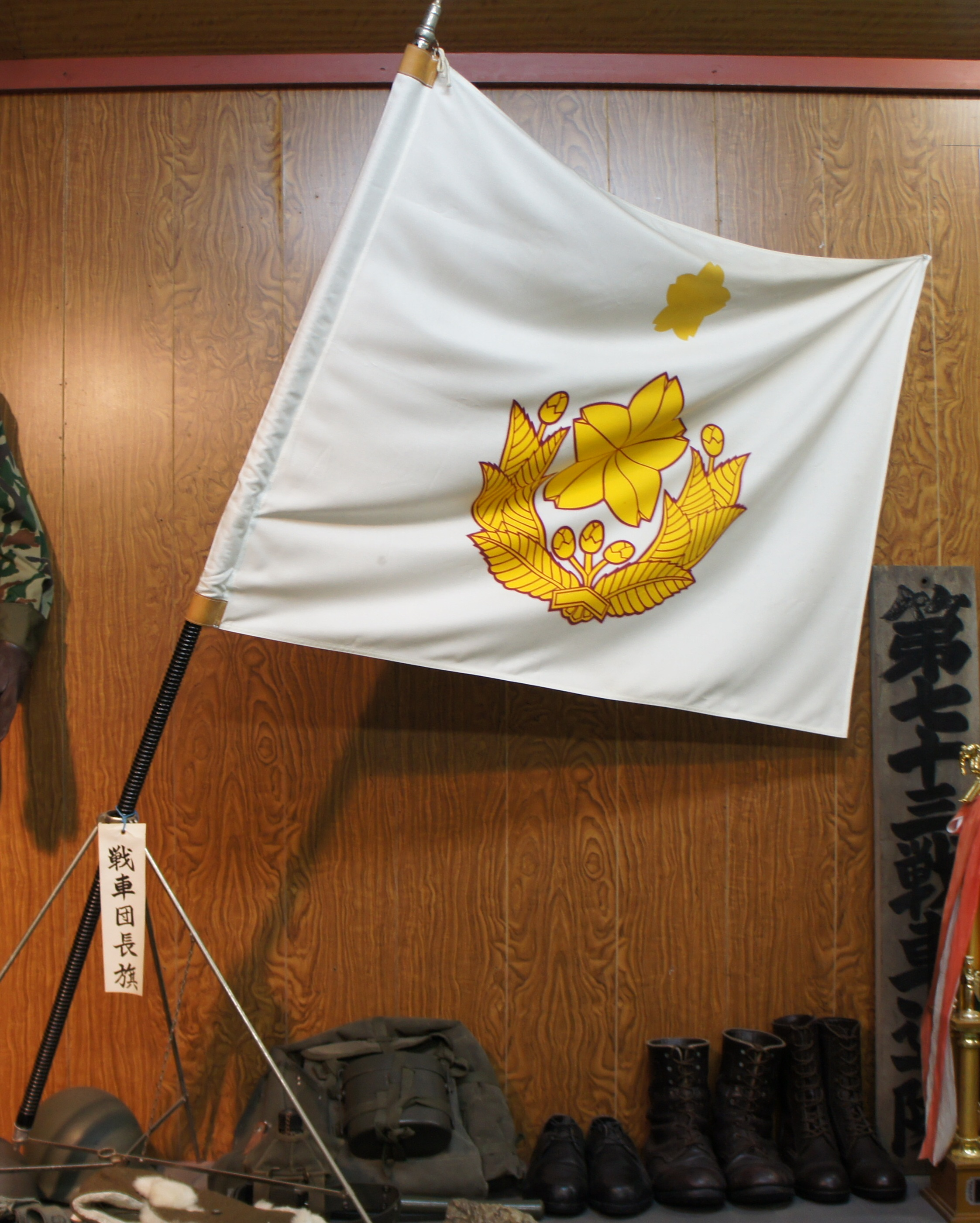
第1戦車団長旗、廃止後に恵庭市資料館にて展示されている。
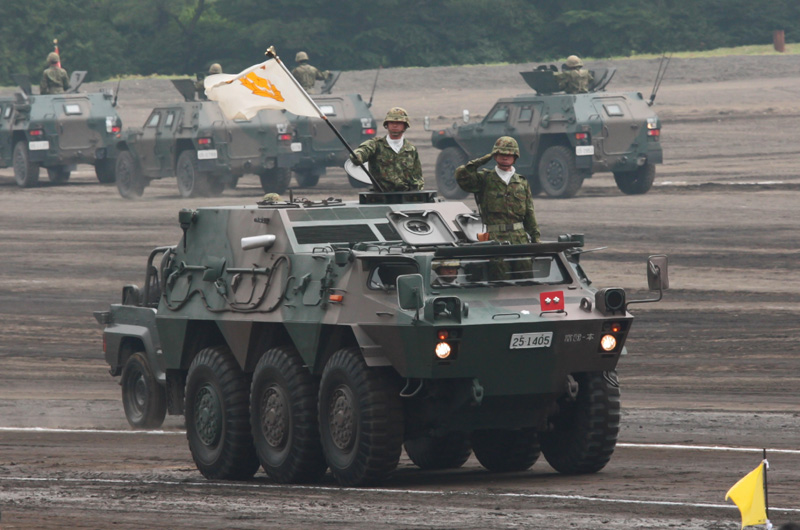
指揮官には必ず指揮官旗または部隊旗が随行する。写真は富士教導団長及び団長旗
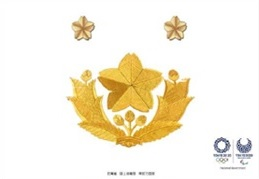
東京2020オリンピック・パラリンピック支援団長旗。通常の団長旗の右下に大会のエンブレム（ロゴマーク）が添えられ、下には「防衛省　陸上自衛隊　東部方面隊」と印字されている。
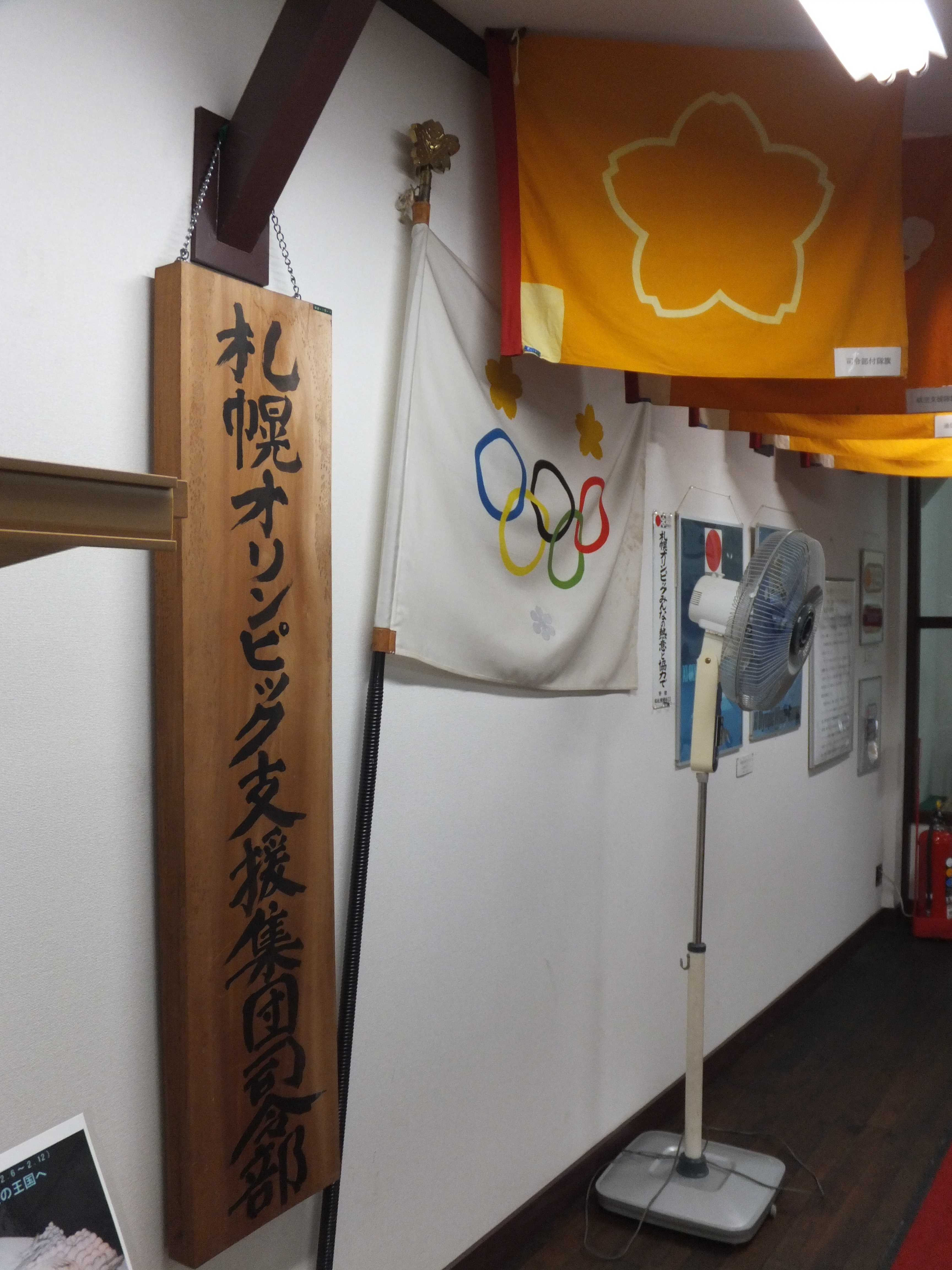
札幌オリンピック支援集団長旗および隷下部隊旗、集団長旗は五輪を意匠として桜星2個で部隊規模を示していた。隷下部隊旗は支援目的を示した意匠を元に作成されていた

### その他の旗

陸上自衛隊で用いられている予備自衛官標旗[8]
予備自衛官補標旗[9]
警察予備隊・保安隊旗。陸上自衛隊の前身にあたる。
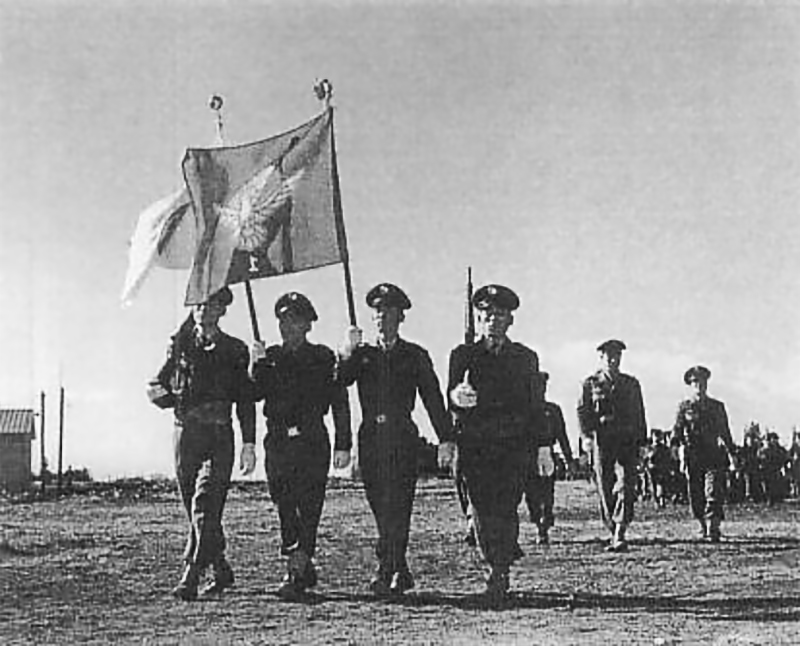
警察予備隊時代

## 海上自衛隊の旗

### 自衛艦旗

自衛艦旗

自衛艦旗は、陸上自衛隊の自衛隊旗と同じく自衛隊法施行令によって定められている。 自衛艦旗は海上自衛隊の部隊の編成に加えられる自衛艦等に交付される。
「自衛艦等」とは、海上自衛隊の使用する船舶のうち自衛艦及び支援船（無機力支援船、保管船、短艇を除く。）をいう。短艇は、海上自衛隊の使用する船舶の支援船のうち、自衛艦等の搭載艇を含む交通船及び機動船を指す。
自衛艦は原則的に停泊中は午前8時から日没まで、航海中は常時艦尾の旗ざおに自衛艦旗を掲揚しなければならない。ただし、乗員が常時乗り組んでいない自衛艦では、当該乗員の乗り組むときに限り掲揚する。また自衛艦等の搭載艇も必要な場合に自衛艦旗を掲揚する。
防衛出動で出勤を命じられた自衛艦が武力を行使する場合には自衛艦旗をメインマストに掲揚する。また、自衛艦が戦闘訓練を行う場合に準用する。

### 指揮官旗
その他の海上自衛隊の指揮官旗は海上自衛隊旗章規則に定められている。海将旗、海将補旗、代将旗、隊司令旗（甲）、隊司令旗（乙）及び長旗があり、陸空と異なり階級に着目した旗章が存在している。
海将旗・海将補旗
掃海隊群司令、護衛隊群司令又は練習艦隊司令官たる海将又は海将補の乗り組んでいる自衛艦にその階級に従い、これを掲揚する。
自衛艦隊司令官、護衛艦隊司令官、航空集団司令官、潜水艦隊司令官、地方総監、教育航空集団司令官、海上訓練指導隊群司令、航空群司令、潜水隊群司令、艦隊情報群司令、海洋業務・対潜支援群司令、開発隊群司令、教育航空群司令又は通信隊群司令が海将又は海将補であるときは、 当該司令部又は当該地方総監部に、その階級に従い海将旗又は海将補旗を掲揚する。
海将又は海将補が、演習統裁、検閲、巡視又は観艦式における観閲のため自衛艦等に乗艦する場合やその指揮下にある自衛艦等に乗艦して部隊の指揮をとる場合においては、乗艦から退艦までの間、当該自衛艦等にその階級に従い海将旗又は海将補旗を掲揚し、当該司令部又は地方総監部の当該旗章を降下する。
代将旗
掃海隊群司令、護衛隊群司令又は練習艦隊司令官たる1等海佐の乗り組んでいる自衛艦、及び海上訓練指導隊群司令、航空群司令、潜水隊群司令、艦隊情報群司令、海洋業務・対潜支援群司令、開発隊群司令、教育航空群司令又は通信隊群司令が1等海佐であるときは当該司令部に掲揚するものとする。
航空群司令、潜水隊群司令又は海洋業務・対潜支援群司令たる1等海佐が、部隊の指揮をとるため又は検閲若しくは巡視のため、その指揮下にある自衛艦等に乗艦する場合においては、乗艦から退艦までの間、その自衛艦等に代将旗を掲揚し、その場合は当該司令部の当該旗章を降下する。
隊司令旗（甲）
護衛隊司令、海上補給隊司令、海上訓練支援隊司令、潜水隊司令、練習潜水隊司令、掃海隊司令、輸送隊司令、海洋観測隊司令、音響測定隊司令、技術評価開発隊司令、ミサイル艇隊司令又は練習隊司令のうち、編成上1等海佐をもつて充てることとされている隊司令の乗り組んでいる自衛艦に掲揚する。
基地隊司令、警備隊司令又は防備隊司令が、自衛艦等に乗艦して部隊の指揮をとる場合又は検閲若しくは巡視のため、その指揮下にある自衛艦等に乗艦する場合において、乗艦から退艦までの間、その自衛艦等に掲揚する。
隊司令旗（乙）
編成上2等海佐以下をもって充てることとされている隊司令の乗り組んでいる自衛艦に掲揚する。
長旗
幹部海上自衛官が指揮を執る自衛艦（先任指揮官が艦長・艇長の場合）に掲げる。
先任旗
先任旗は、２隻以上の自衛艦が地方総監部又は基地隊の所在地の港以外の港に停泊した 場合において首席指揮官の所在を明らかにする必要があるときに掲揚する。
| 海上幕僚長旗   | 海上幕僚長旗 |
| -------------- | --- |
|                | 彩色は地色を白色、いかり及びびょう索は青色と、他は紅色とする。 |
| 海将旗         | |
|                | 彩色は地色を白色、他は紅色とする。 |
| 海将補旗       | |
|                | 彩色は地色を白色、他は紅色とする。 |
| 代将旗         | |
|                | 彩色は地色を白色、他は紅色とする。 |
| 隊司令旗（甲） | |
|                | 彩色は地色を白色、他は紅色とする。 |
| 隊司令旗（乙） | |
|                | 彩色は地色を白色、他は紅色とする。 |
| 長旗           | |
|                | 彩色は地色を白色、他は紅色とする。 横は縦の40倍から90倍、上端に日章および光線を附する。 光線の長さは縦の2分の1、日章の中心は旗面の中心、日章径は縦幅の2分の1、光線幅は11度4分の1、光線間隔は、33度4分の3 光線数は8線 |
| 先任旗         | |
|                | 彩色は地色を白色、他は紅色とする。 |

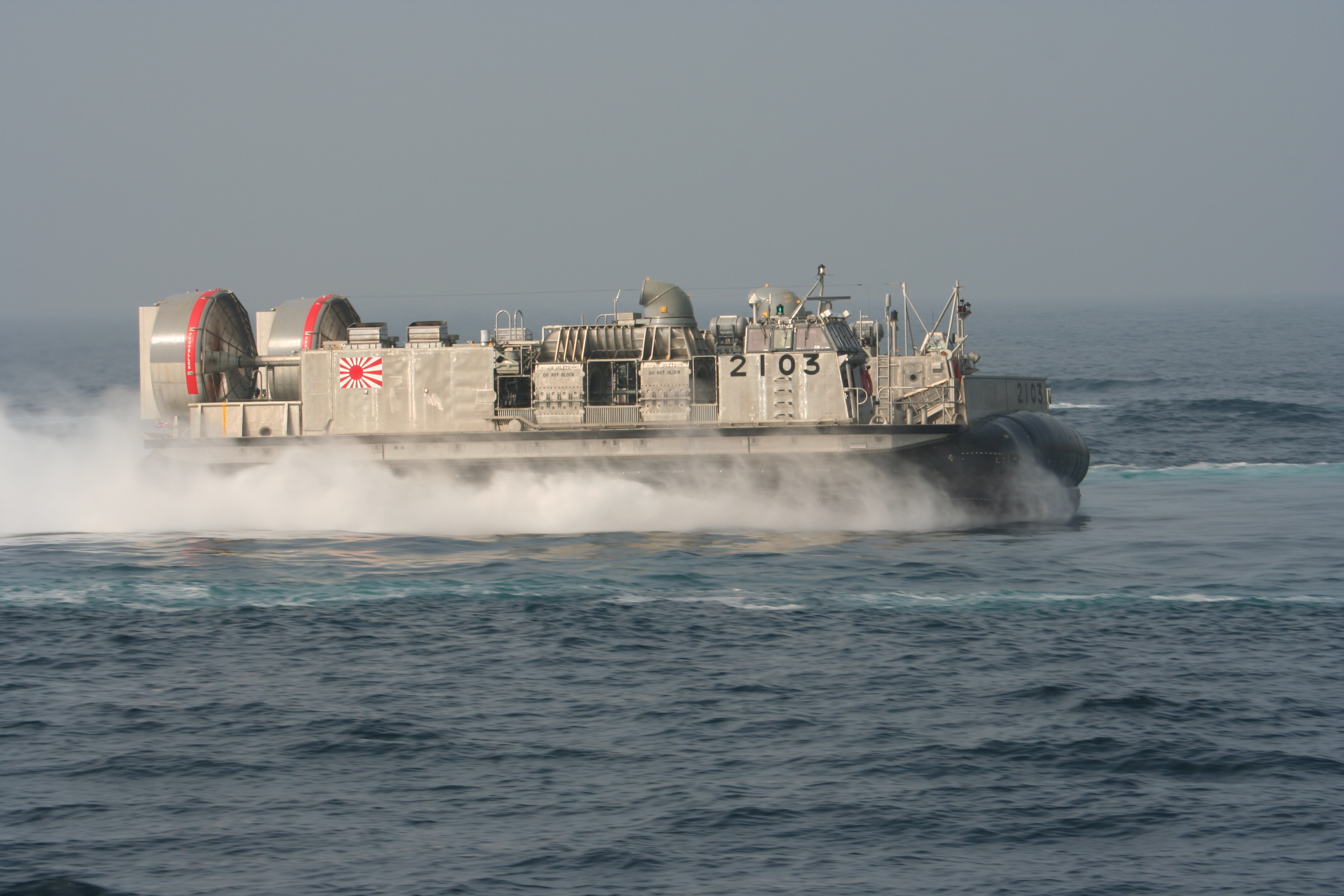
自衛艦旗を表す標識を施したエアクッション艇は例外的に自衛艦旗を掲揚しない。
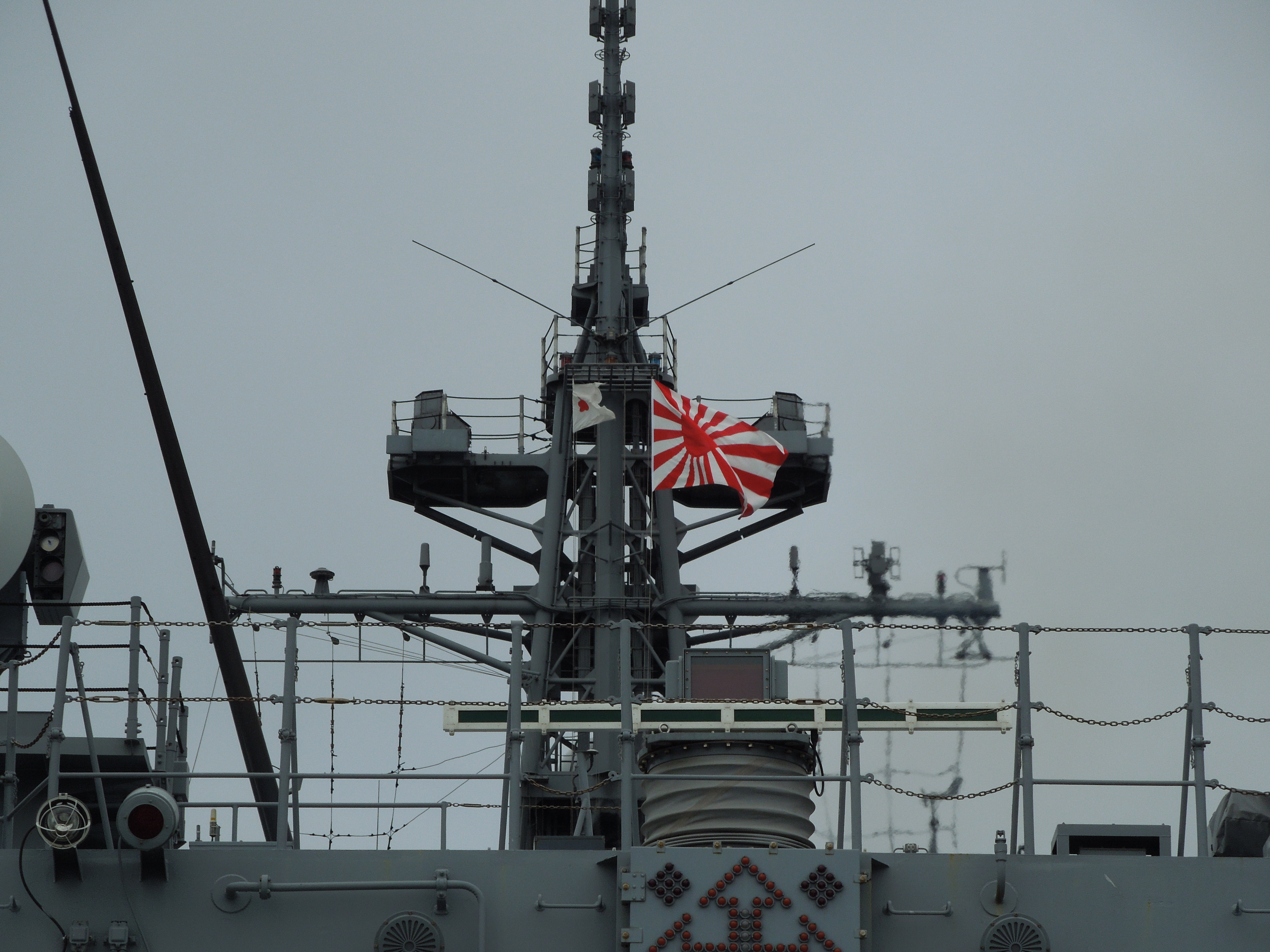
護衛艦のメインマストに掲揚される自衛艦旗と隊司令旗（甲）
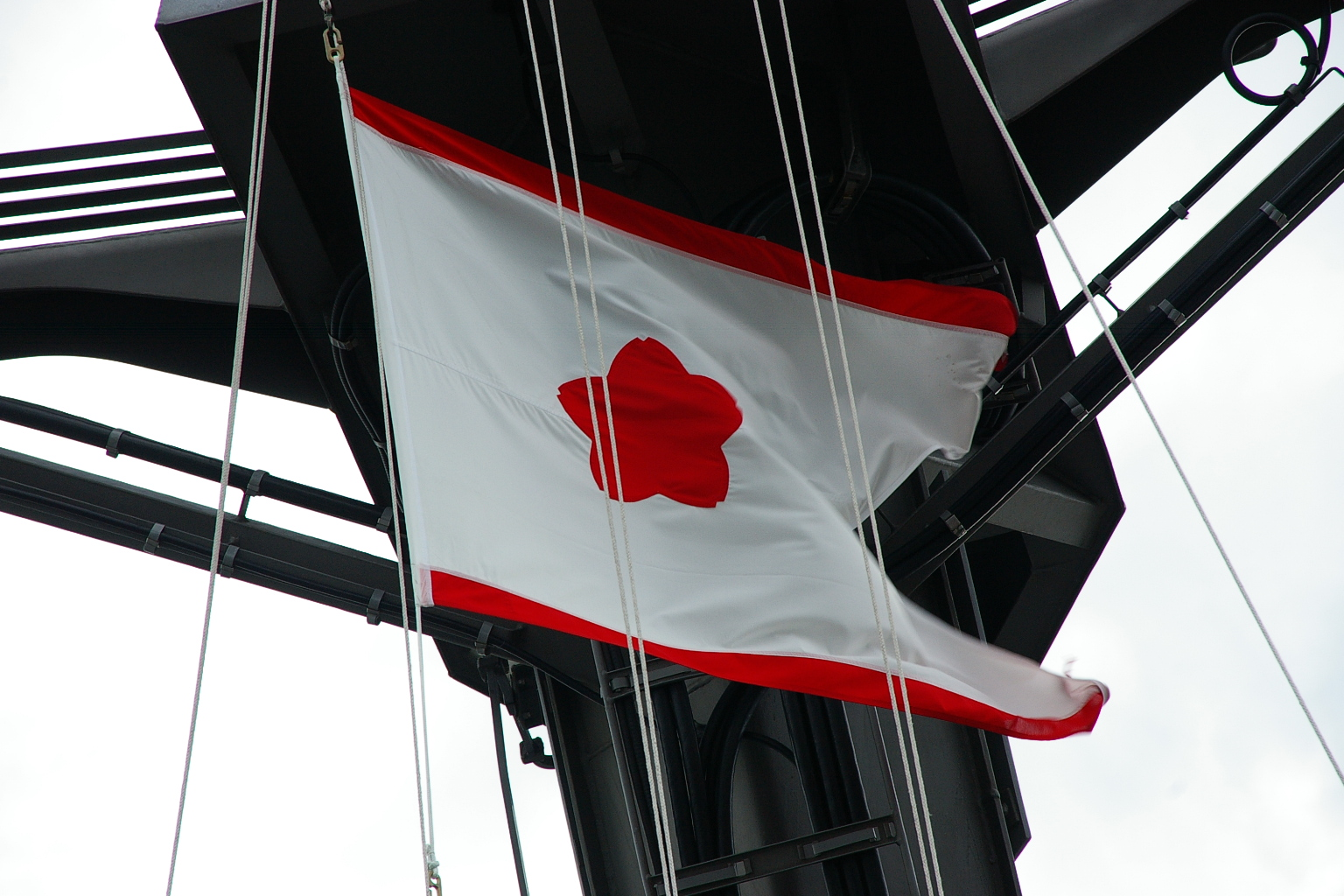
隊司令旗（乙）

### 警備隊の旗
警備隊は海上自衛隊の前身にあたり、当時制定された一部の旗は海上自衛隊でも指揮官旗の制定まで使用された。

警備隊の代用旗（1952年11月8日まで）
警備隊旗（1953年1月23日までは「保安庁の使用する船舶の旗」）
第二幕僚長旗（のちに海上幕僚長旗として使用）
警備監旗（のちに海将旗として使用）
警備監補旗（のちに海将補旗として使用）
代監旗（のちに代将旗として使用）
船隊司令旗 (1956年1月まで隊司令旗として使用。のちに先任旗となる）
掃海隊司令旗 (1956年1月に廃止。船隊司令旗の赤ラインを青ラインに置き換えたものを使用）

## 航空自衛隊の旗

航空自衛隊旗

### 航空自衛隊旗
航空自衛隊旗は1972年に制定された。星、月、雲、太陽と鷲を組み合わせて1954年に作られた帽章を元にしている。自衛隊の旗の最新バージョンは、2001年3月19日に再導入された。 航空自衛隊旗は自衛隊旗や自衛艦旗とは異なり、自衛隊の旗に関する訓令によって定められている。

### 部隊旗
編制部隊旗(甲)
編制上1等空佐を長とする編制部隊
編制部隊旗(乙)
編制上2等空佐を長とする編制部隊
編制部隊旗(丙)
編制上3等空佐を長とする編制部隊
編制単位群部隊旗(甲)
編制上1等空佐を長とする編制単位群部隊
編制単位群部隊旗(乙)
編制上2等空佐を長とする編制単位群部隊
編制単位部隊旗(甲)
編制上1等空佐を長とする編制単位部隊
編制単位部隊旗(乙)
編制上2等空佐を長とする編制単位部隊
編制単位部隊旗(丙)
編制上3等空佐を長とする編制単位部隊
編制単位部隊旗(丁)
編制上尉官を長とする編制単位部隊
| 編制部隊旗（甲）       | 編制部隊旗（甲） |
| ---------------------- | --- |
|                        | 地色は空青色とし、わしの図、桜星、横線及び桜花桜葉模様（以下「わしの図等」とい 。）の色は白色とし、わしの図、桜星及び桜花桜葉模様は黒色で縁取りしたもの。 縦108.5cm × 横110cm |
| 編制部隊旗（乙）       | |
|                        | 地色、わしの図等の色彩は、編制部隊旗（甲）のものと同じ。 縦108.5cm × 横110cm                                                                                                  |
| 編制部隊旗（丙）       | |
|                        | 地色、わしの図等の色彩は、編制部隊旗（甲）のものと同じ。 縦108.5cm × 横110cm                                                                                                  |
| 編制単位群部隊旗（甲） | |
|                        | 地色、わしの図等の色彩は、編制部隊旗（甲）のものと同じ。 縦96cm × 横98cm |
| 編制単位群部隊旗（乙） | |
|                        | 地色、わしの図等の色彩は、編制部隊旗（甲）のものと同じ。 縦96cm × 横98cm |
| 編制単位部隊旗（甲）   | |
|                        | 地色、わしの図等の色彩は、編制部隊旗（甲）のものと同じ。 縦83cm × 横85cm |
| 編制単位部隊旗（乙）   | |
|                        | 地色、わしの図等の色彩は、編制部隊旗（甲）のものと同じ。 縦83cm × 横85cm |
| 編制単位部隊旗（丙）   | |
|                        | 地色、わしの図等の色彩は、編制部隊旗（甲）のものと同じ。 縦83cm × 横85cm |
| 編制単位部隊旗（丁）   | |
| 画像をアップロード     | 地色、わしの図等の色彩は、編制部隊旗（甲）のものと同じ。 縦83cm × 横85cm |

### 指揮官旗
| 航空幕僚長旗 | 航空幕僚長旗 |
| --- | --- |
| | 地色は空青色とし、桜星及びわしの脚部に旭光を配し、これをくわ型の翼で囲みその中央下部の太陽の中に星、月及び雲を配した図（以下「わしの図」という。）の色は、白色とし黒色で縁取りしたもの。 |
| 航空総隊司令官旗 航空方面隊司令官旗 航空支援集団司令官旗 航空教育集団司令官旗 航空開発実験団司令官旗                                                                        | |
| | 桜星の数を3個とするほか、航空幕僚長旗と同じ。 |
| 警戒航空団司令旗 航空救難団司令旗 航空戦術教導団司令旗 航空団司令旗 航空警戒管制団司令旗 第1輸送航空隊司令旗 飛行開発実験団司令旗 航空医学実験隊司令旗 航空安全管理隊司令旗 | |
| | 桜星の数を2個とするほか、航空幕僚長旗と同じ。 |